# Liste der Baudenkmäler in Frickenhausen am Main
Auf dieser Seite sind die Baudenkmäler in dem unterfränkischen Markt Frickenhausen am Main zusammengestellt. Diese Tabelle ist eine Teilliste der Liste der Baudenkmäler in Bayern. Grundlage ist die Bayerische Denkmalliste, die auf Basis des Bayerischen Denkmalschutzgesetzes vom 1. Oktober 1973 erstmals erstellt wurde und seither durch das Bayerische Landesamt für Denkmalpflege geführt wird. Die folgenden Angaben ersetzen nicht die rechtsverbindliche Auskunft der Denkmalschutzbehörde.

## Ensembles

### Ortskern Frickenhausen am Main

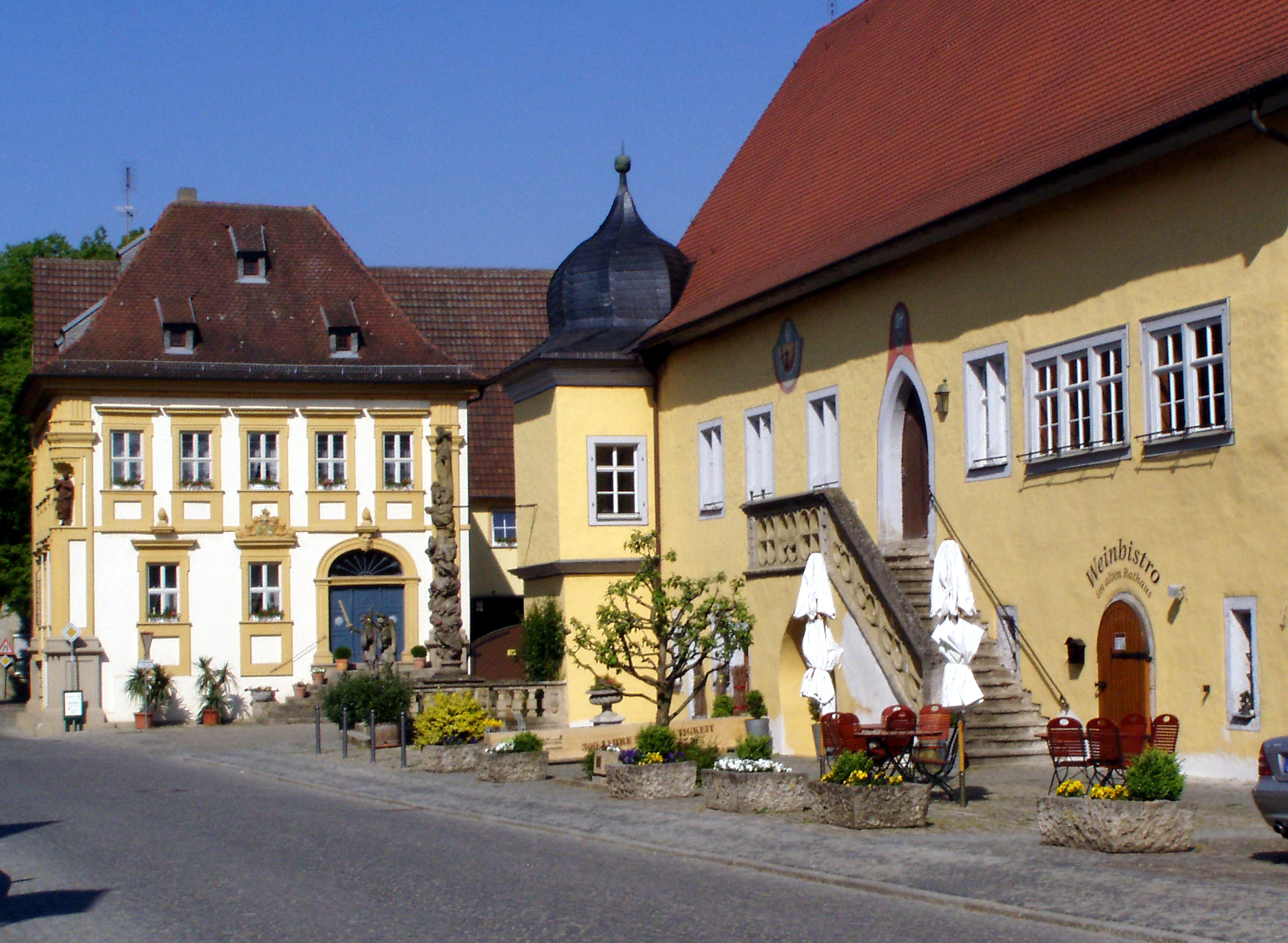
Ortskern Frickenhausen a.Main

Das Ensemble umfasst den vom Befestigungsring eingeschlossenen Ort einschließlich der diesem im Osten vorgelagerten Grabenzone, dem im Süden ehemals der Verlandung dienenden Areal bis zum Dreschplatz sowie dem Friedhof. – Der von einer spätmittelalterlichen Wehrmauer mit Türmen umschlossene Marktflecken ist in seiner baulichen Erscheinung geprägt von der seit dem Mittelalter überlieferten charakteristischen Wirtschaftsstruktur der kleinen Mainorte: eine kleinbürgerliche Fischer- und Schiffersiedlung, bestehend aus eng aneinandergebauten Kleinhäusern in engen Gassensystemen unmittelbar am Fluss, verbunden mit der hangseitig angelegten und durch Gärten aufgelockerten Gruppe stattlicher Wohn- und Wirtschaftsbauten der seit salischer Zeit berühmten Weingüter. Zwischen diesen beiden verschieden strukturierten Ortshälften verläuft von Torturm zu Torturm mit zahlreichen Gasthöfen, Häcker- und Handwerkerhäusern die mainparallele Durchgangsstraße. Im Ortsmittelpunkt als Zeugnis für die seit 1406 überlieferten regionalen Marktrechte ein Marktplatz mit barocker Mariensäule und dem allseits freistehenden, ortsbeherrschenden Baublock, bestehend aus der Kirche sowie dem aus dem ehemaligen würzburgischen Saalhof hervorgegangenen spät- und nachgotischen Rathaus.
Die im Kern spätmittelalterlichen Wohngebäude sind in großer Zahl vor allem im 17. und 18. Jahrhundert umgebaut und neu geformt worden: giebel- und traufseitige, zweigeschossige Putzbauten, oft mit Fachwerkobergeschossen, die verputzt sein können oder freiliegen, mit Sattel-, Walm- oder Mansarddächern; unter ihnen tragen einige Barockbauten des frühen 18. Jahrhunderts mit reich gegliederten Fassaden herrschaftliche Züge. Zahlreiche Hausfiguren und Bildstöcke geben dem Ortsbild die für die fränkischen Fürstbistümer besonders typische sakrale Komponente. Umgrenzung: Obertorstraße 1 – Flurnummern 273/2, 273, 271, 275 – Güßgraben – Fortsetzung des Güßgrabens in gerader Linie bis zum Main – Mainufer bis zur Höhe des Dreschplatzes – Weingartenstraße von der Ochsenfurt Straße bis zur Uppentalstraße. Aktennummer: E-6-79-131-1.

## Ortsbefestigung Frickenhausen am Main
Der Mauerring umfasst den Ort in etwa rechteckigem Umriss. Er wurde im späten 15./frühen 16. Jahrhundert errichtet und ist in seinem ganzen Umfang nahezu vollständig erhalten. Er besitzt an der nördlichen Bergseite fünf volle Rundtürme (zwei davon als Ecktürme) und einen halbrunden Schalenturm; auf der südlichen Flussseite vier Rundtürme; nach Osten einen halbrunden Schalenturm.
Alle vier Tore sind erhalten
- das Mühltor und das Untere Tor im Zuge der Durchgangsstraße, hohe Tortürme des 15./16. Jahrhunderts
- das Wassertor zum Main, ein Torturm des 15./16. Jahrhunderts mit seitlichen Treppengiebeln
- das Obertor zu den Weinbergen, ein Torbau von 1483 mit Fachwerkobergeschoss.

Der ehemalige Grabenbereich ist an der Ost- und Südseite mit Gärten besetzt. Aktennummer: D-6-79-131-2. Ortsbefestigung Frickenhausen am Main (Q41233776).
Beginnend beim Unteren Tor im Westen sind folgende Teile der Ortsbefestigung im Uhrzeigersinn erhalten.
- Hauptstraße 1 (Lage): Unteres Tor, Torturm, viergeschossiger Massivbau mit Tordurchfahrt, Satteldach, Glockentürmchen und Ziervolutengiebel, bezeichnet 1518 (D-6-79-131-73) Unteres Tor (Q41233778)
- Hauptstraße 3 (Lage): ehemaliges Torwärterhaus, zweigeschossiger, verputzter Satteldachbau mit auf Konsolen vorkragendem Fachwerkobergeschoss, wohl 16./17. Jahrhundert
- Hauptstraße 3 (Lage): Ortsmauer mit Grabenbereich, 15./16. Jahrhundert
- Nähe Hauptstraße 5 (Lage): Reste eines Schalenturms, 15./16. Jahrhundert
- Nähe Hauptstraße 7 (Lage): Rundturm der Ortsbefestigung, 15./16. Jahrhundert
- Spitalgasse 26, 24, 22  (Lage): Nordmauer der Ortsbefestigung, 15./16. Jahrhundert
- Spitalgasse 20 (Lage): Rundturm der Ortsbefestigung, 15./16. Jahrhundert
- Nähe Dorfgraben (Lage): Joachimsturm, ausgebauter Turm der Ortsbefestigung, 15./16. Jahrhundert
- Nähe Dorfgraben (Lage): Rundturm der Ortsbefestigung, 15./16. Jahrhundert
- Valentin-Zang-Straße 14 (Lage): Obertor, Torturm, zweigeschossiger Satteldachbau mit Fachwerkobergeschoss und rundbogiger Tordurchfahrt, bezeichnet 1483 (D-6-79-131-3) Obertor (Q41233788)
- Mühlgasse 26 (Lage): Ortsmauer, 15./16. Jahrhundert
- Mühlgasse 16 (Lage): Mühltor, Torturm, viergeschossiger Massivbau mit spitzbogiger Tordurchfahrt und Satteldach, ehemals mit Renaissancevolutengiebel, dieser 1879 abgebrannt, 15. Jahrhundert (D-6-79-131-75) Mühltor (Q41233792)
- Nähe Winzergasse (Lage): Rundturm der Ortsbefestigung, 15./16. Jahrhundert
- Nähe Winzergasse 16 (Lage): Rundturm der Ortsbefestigung, 15./16. Jahrhundert, in Haus verbaut
- Fährergasse 12 (Lage): Rest eines Rundturm der Ortsbefestigung, 15./16. Jahrhundert
- Maingasse 9 (Lage): Maintor, Torturm, dreigeschossiger Massivbau mit Tordurchfahrt, Satteldach und Treppengiebeln, mit zahlreichen Hochwassermarken, bezeichnet 1477 (D-6-79-131-74) Maintor (Q41233799)
- Büttnergasse 14 (Lage): Rundturm der Ortsbefestigung, 15./16. Jahrhundert

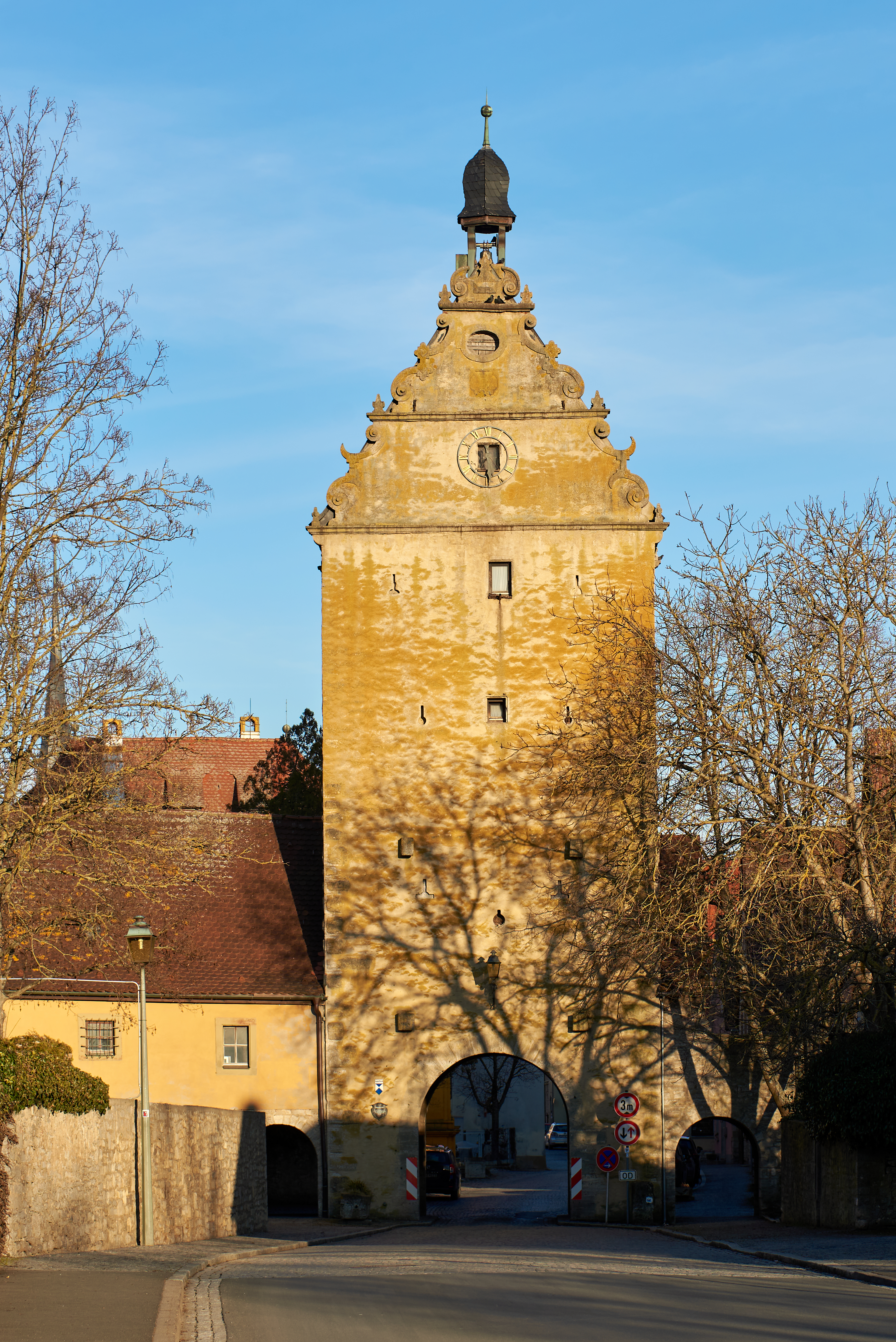
Unteres Tor, Feldseite (weitere Bilder)
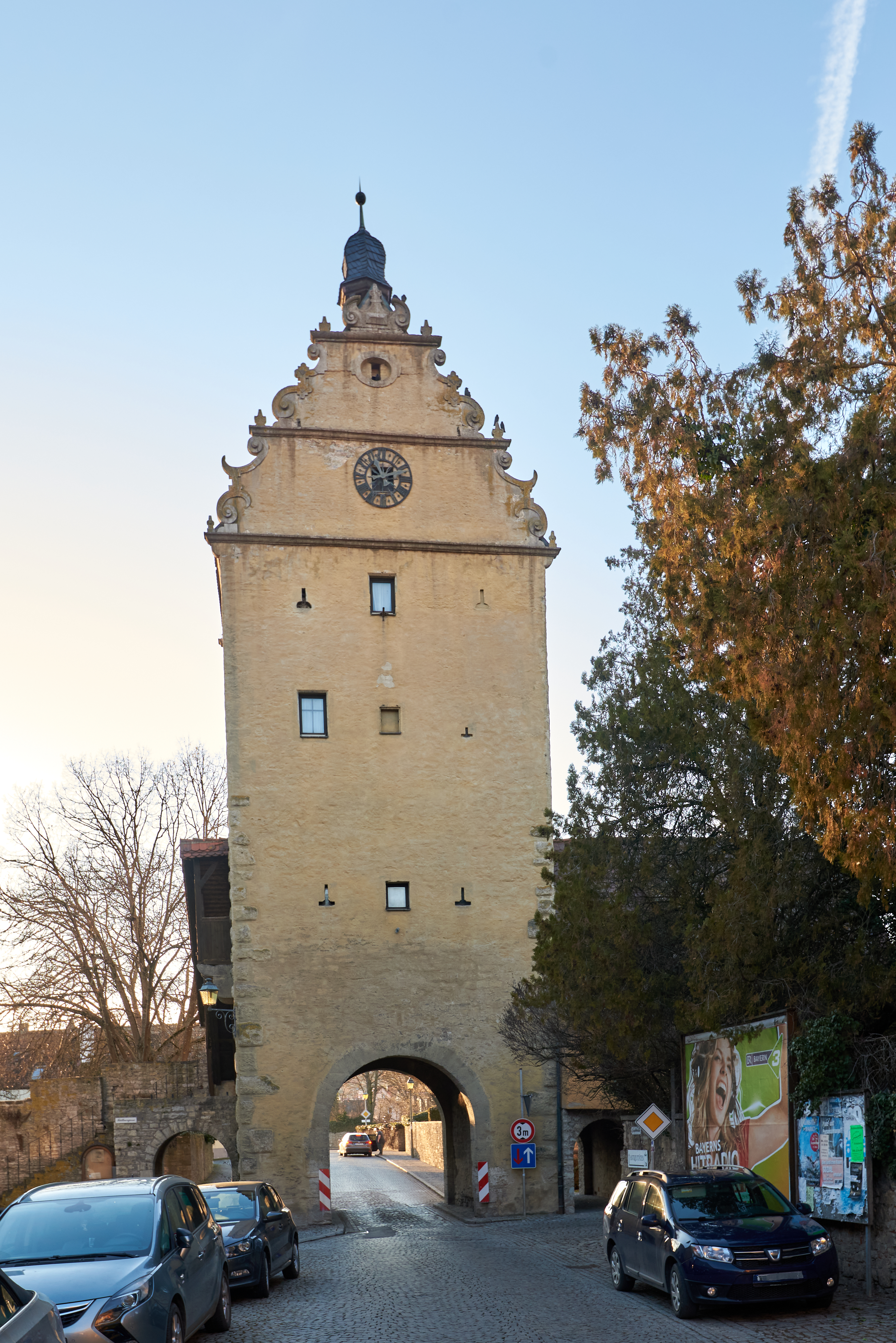
Unteres Tor, Stadtseite (weitere Bilder)
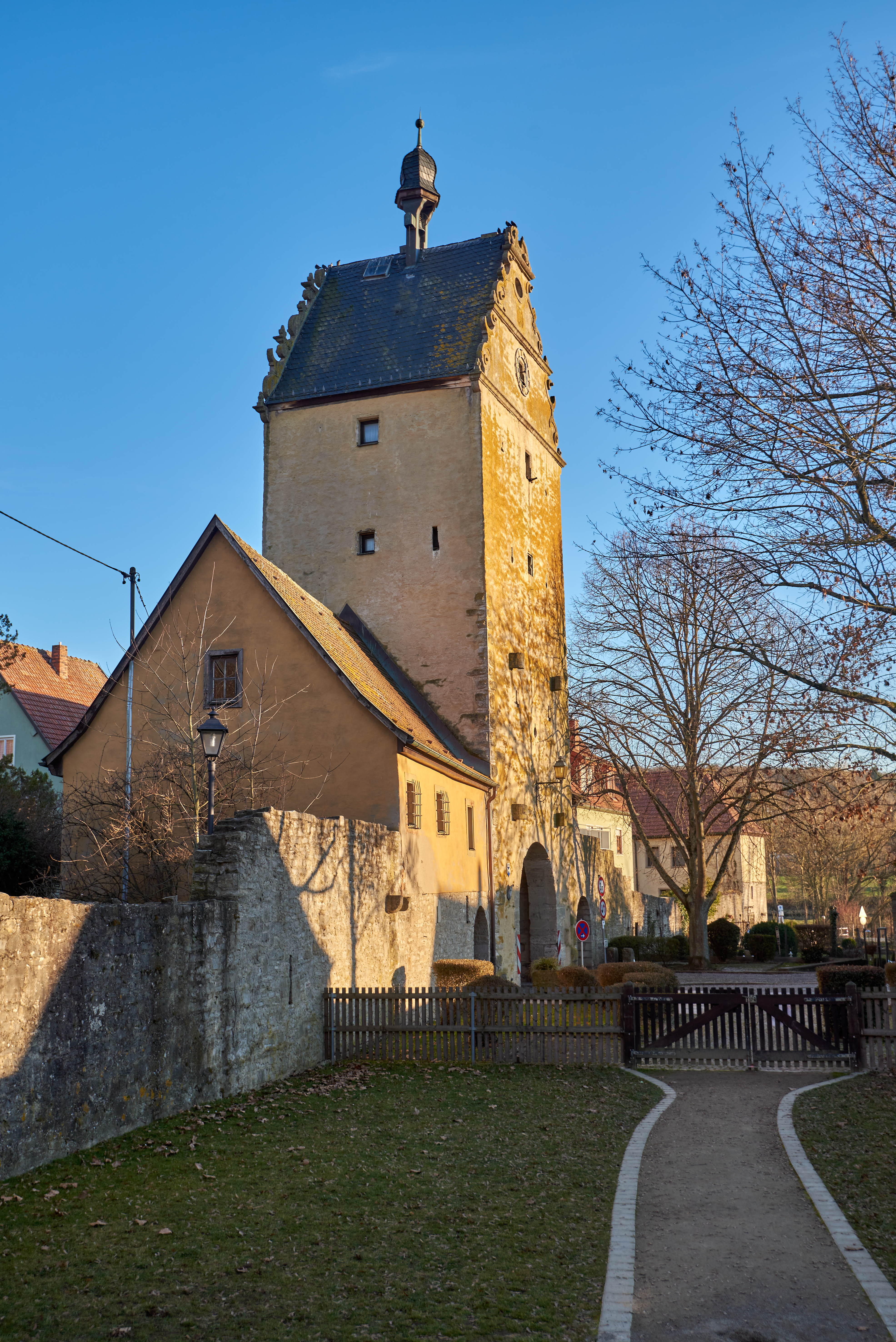
Unteres Tor, von Norden (weitere Bilder)
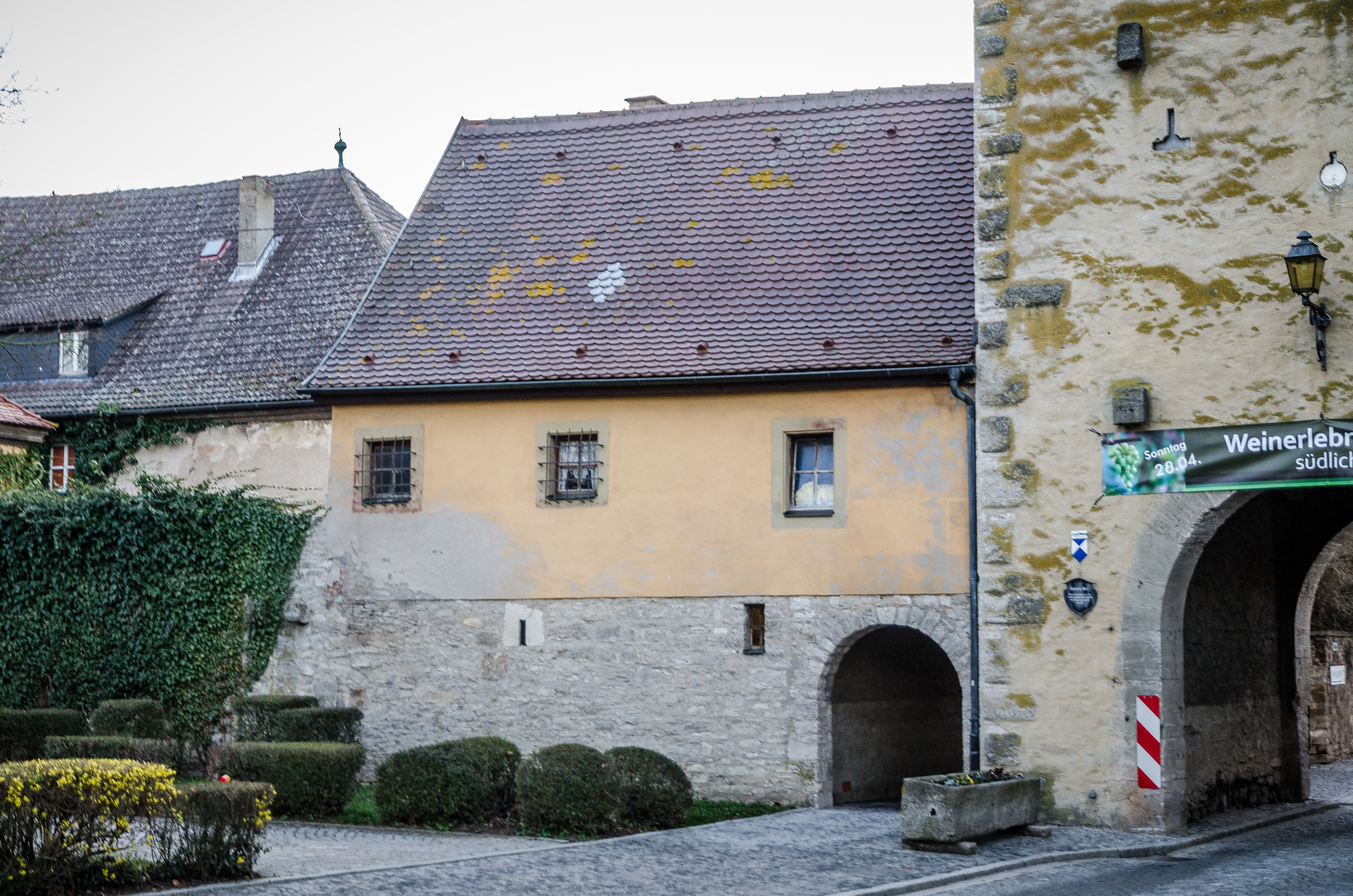
Unteres Tor, Torwärterhaus (weitere Bilder)
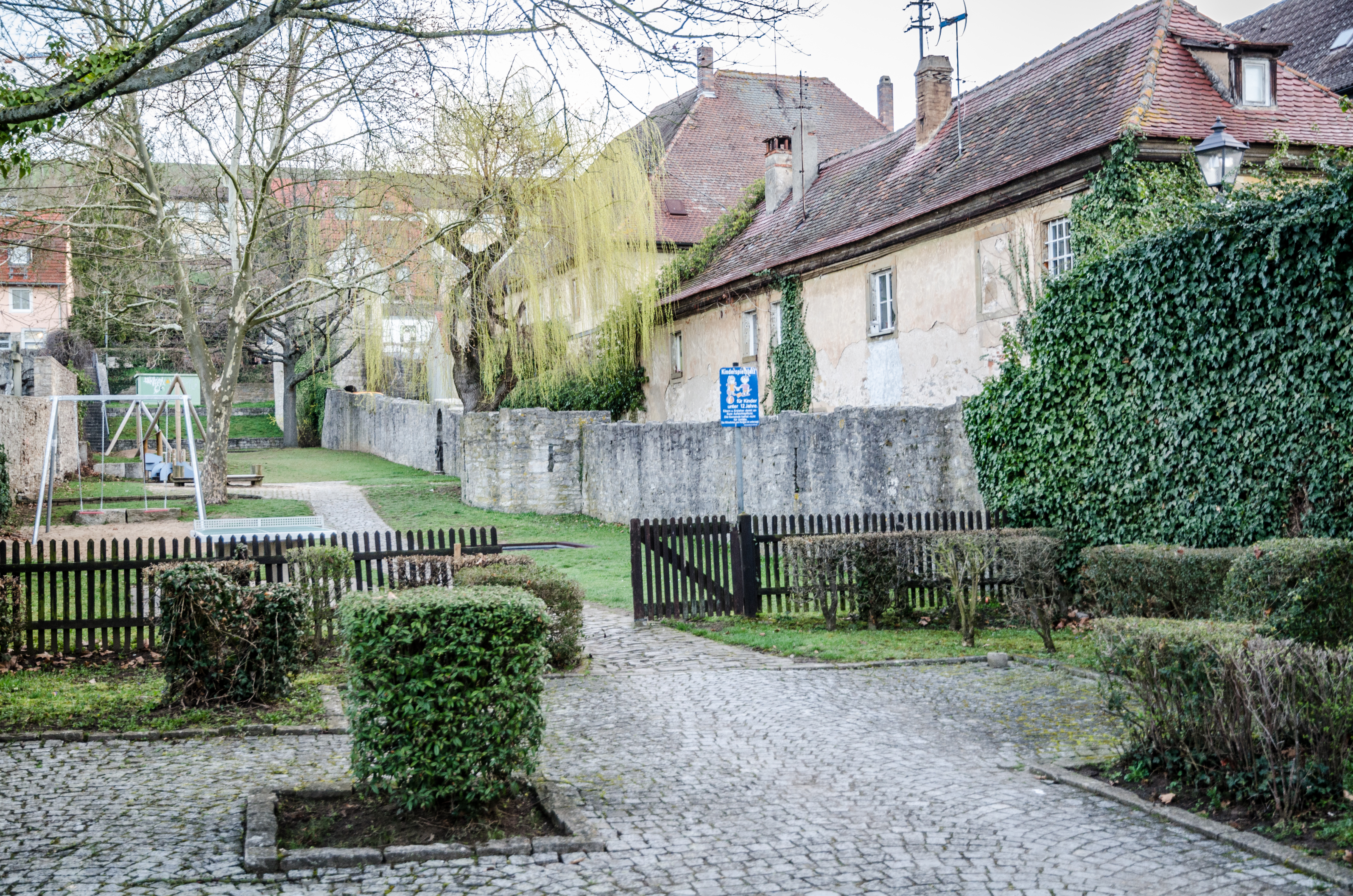
Stadtmauer, westlicher Abschnitt nördlich Unteres Tor mit Grabenbereich
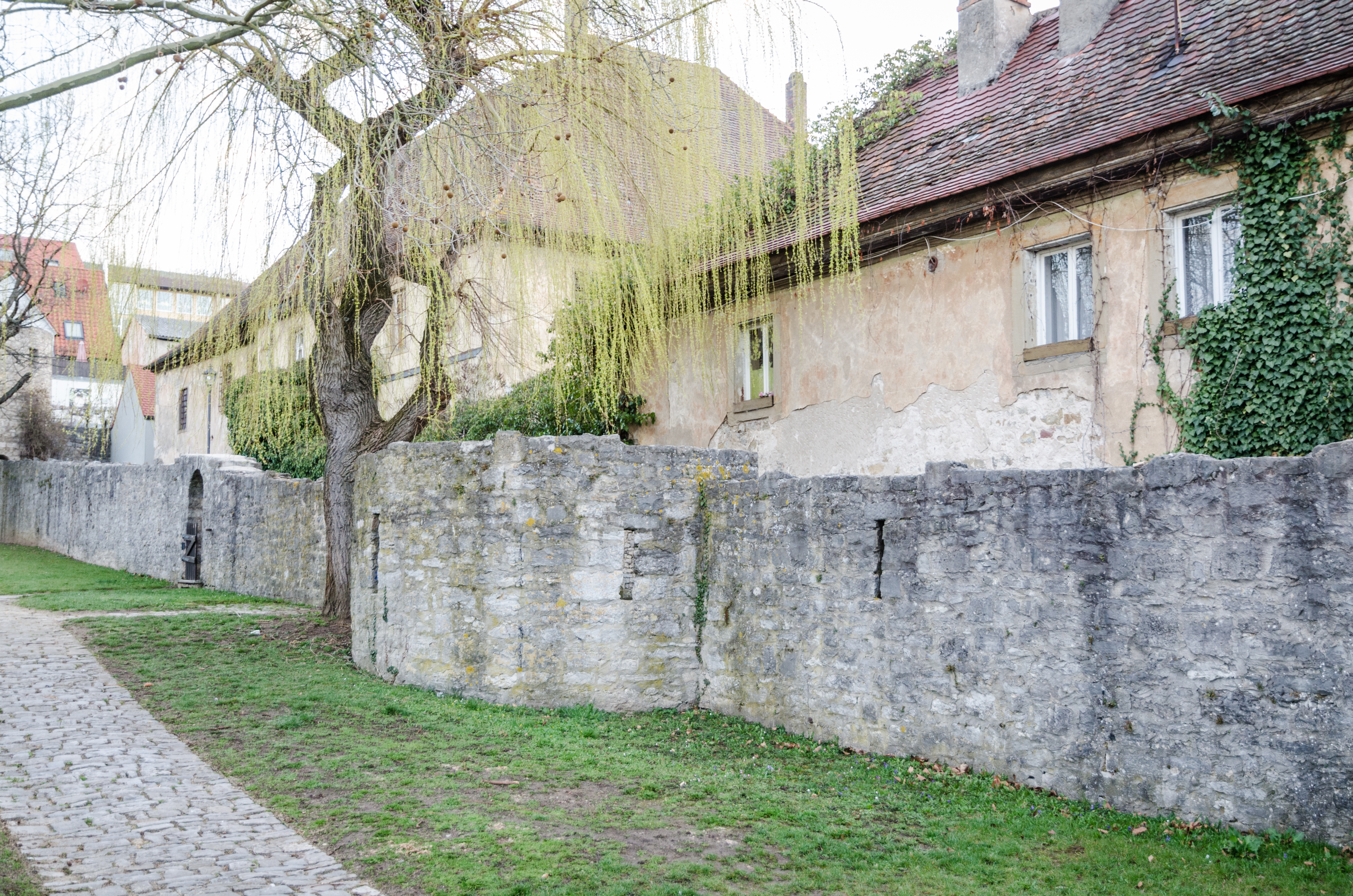
Schalenturmrest Nähe Hauptstraße 5
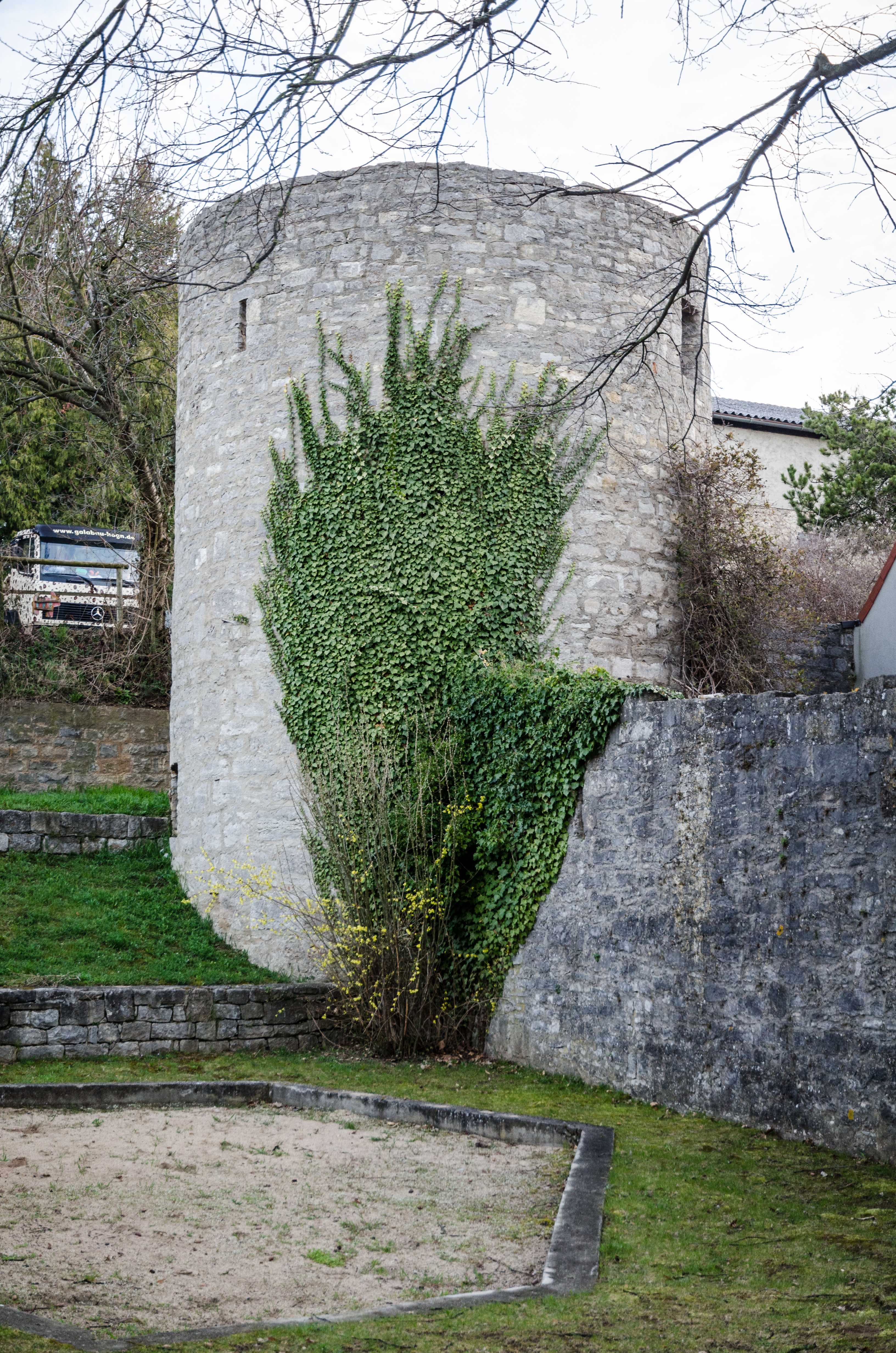
Rundturm bei Hauptstraße 7 (weitere Bilder)
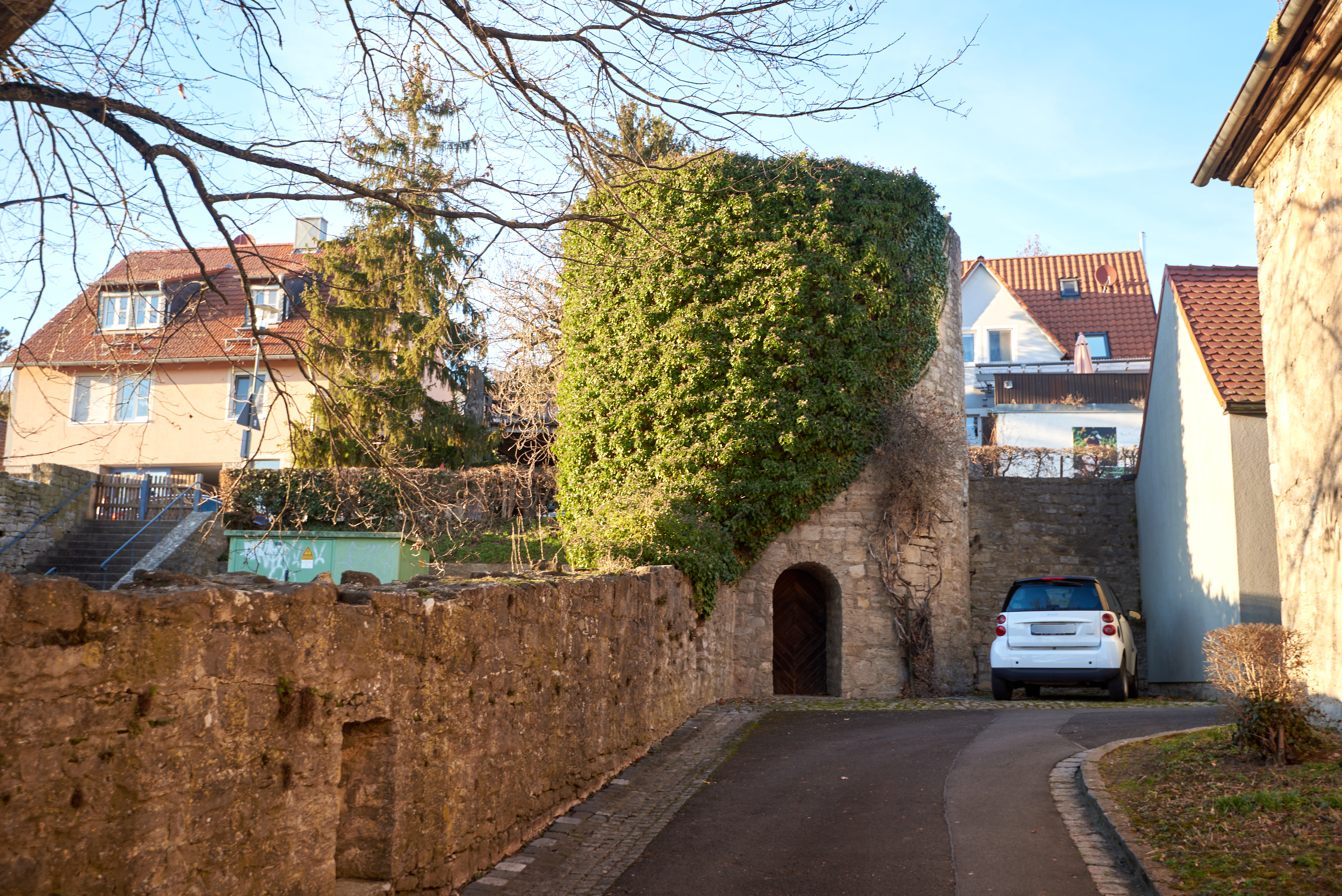
Rundturm bei Hauptstraße 7 (weitere Bilder)
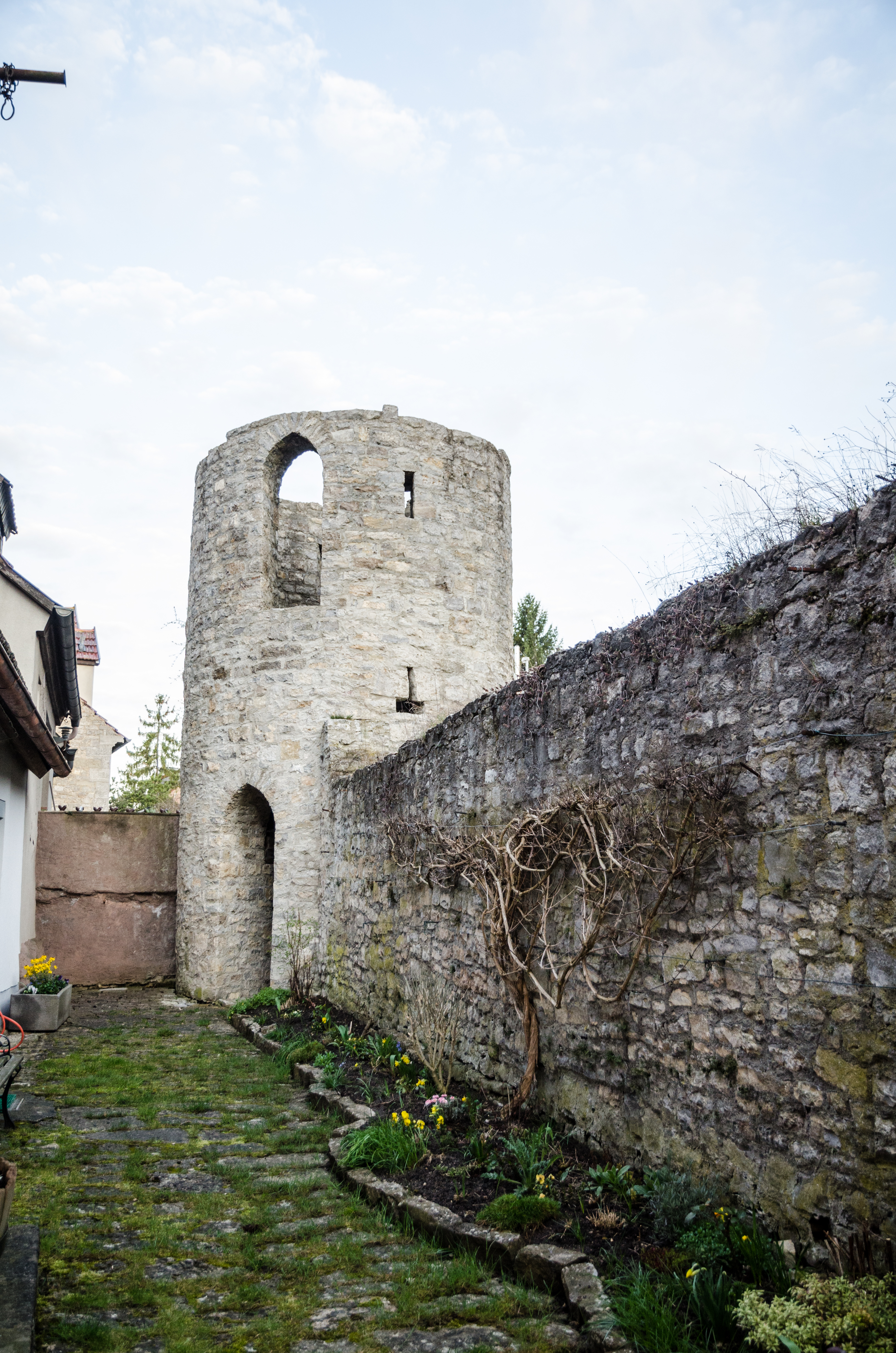
Rundturm bei Spitalgasse 20 (weitere Bilder)
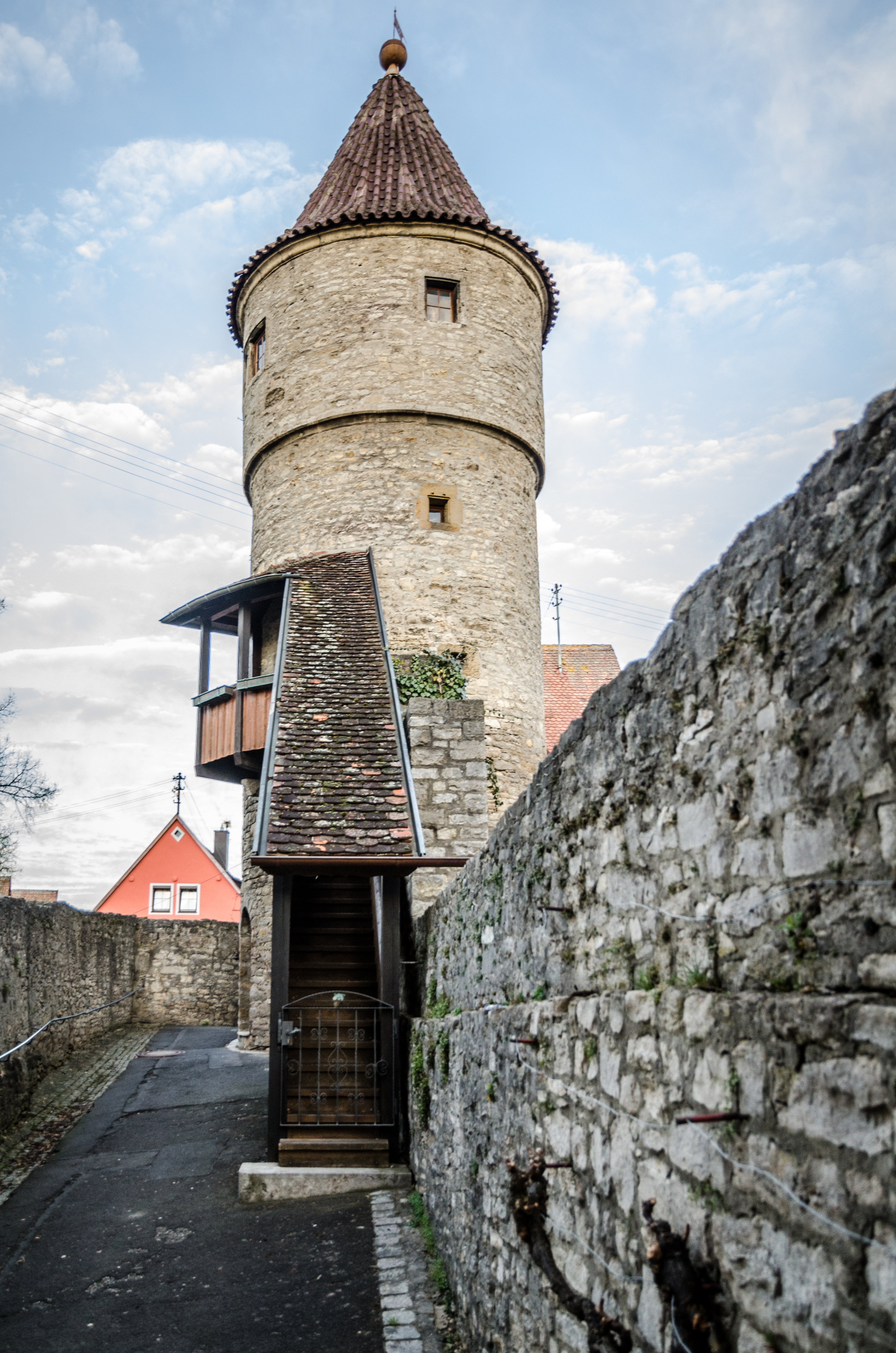
Joachimsturm, von Osten (weitere Bilder)
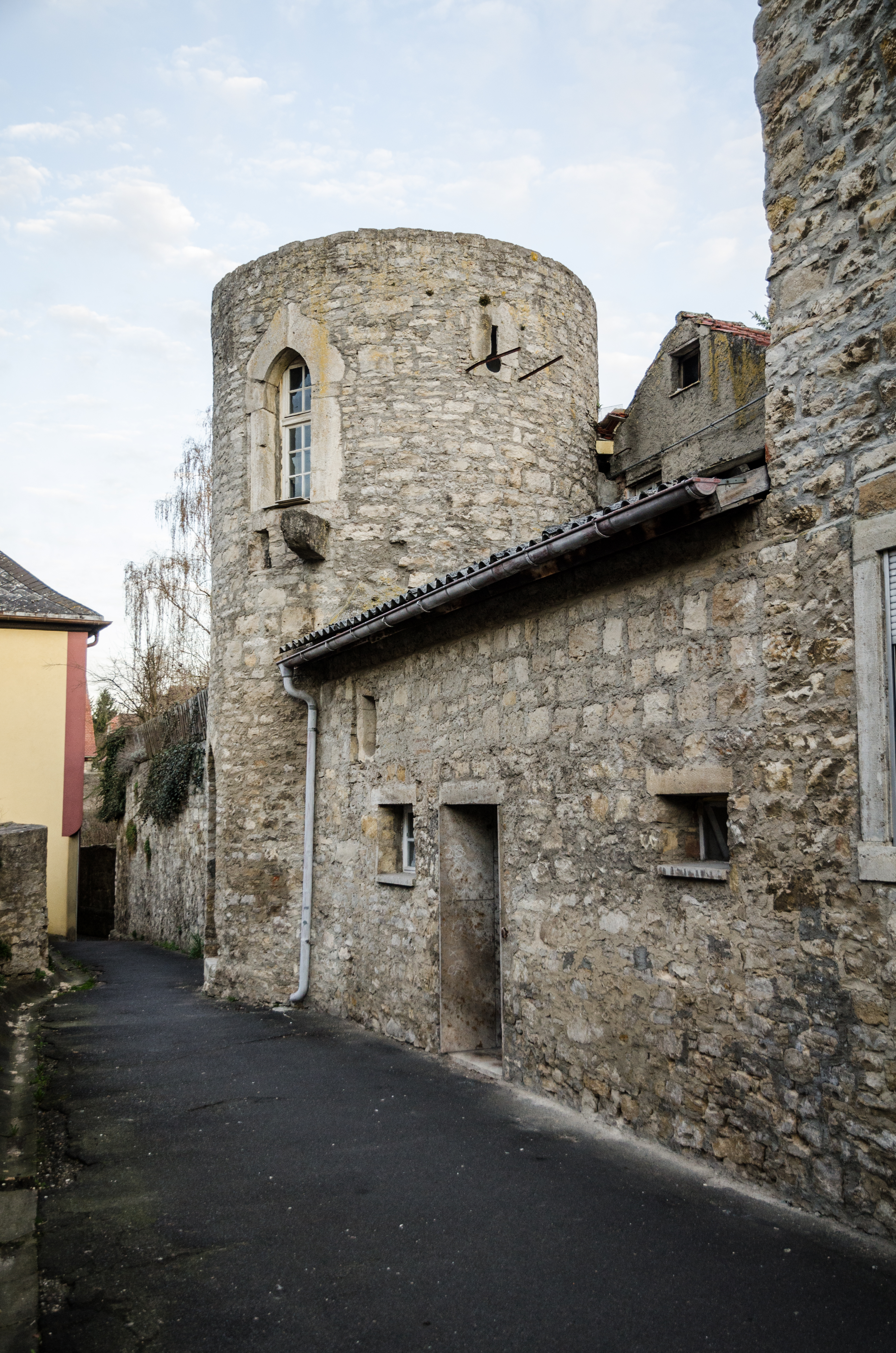
Rundturm, Nähe Dorfgasse (weitere Bilder)
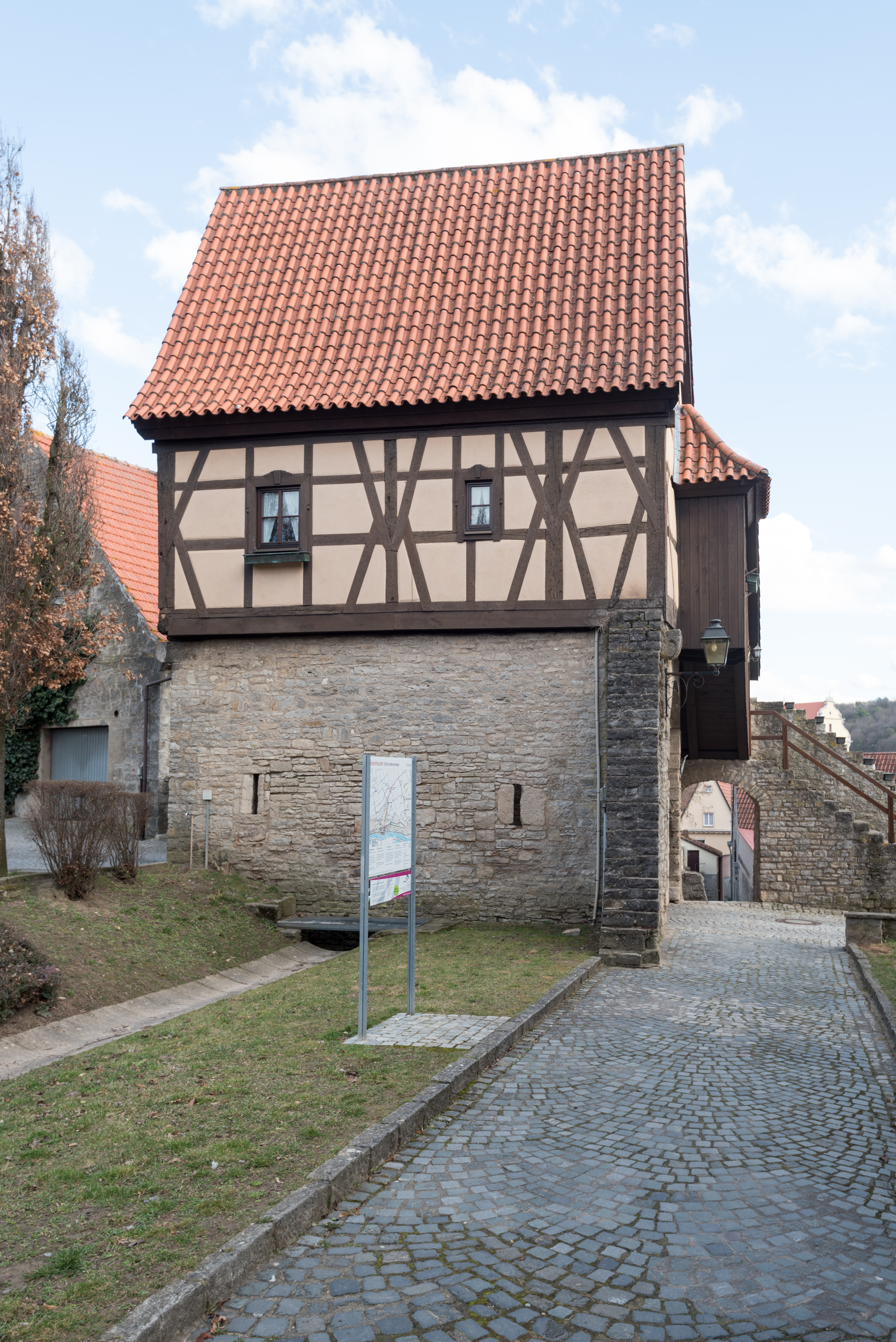
Obertor, von Westen (weitere Bilder)
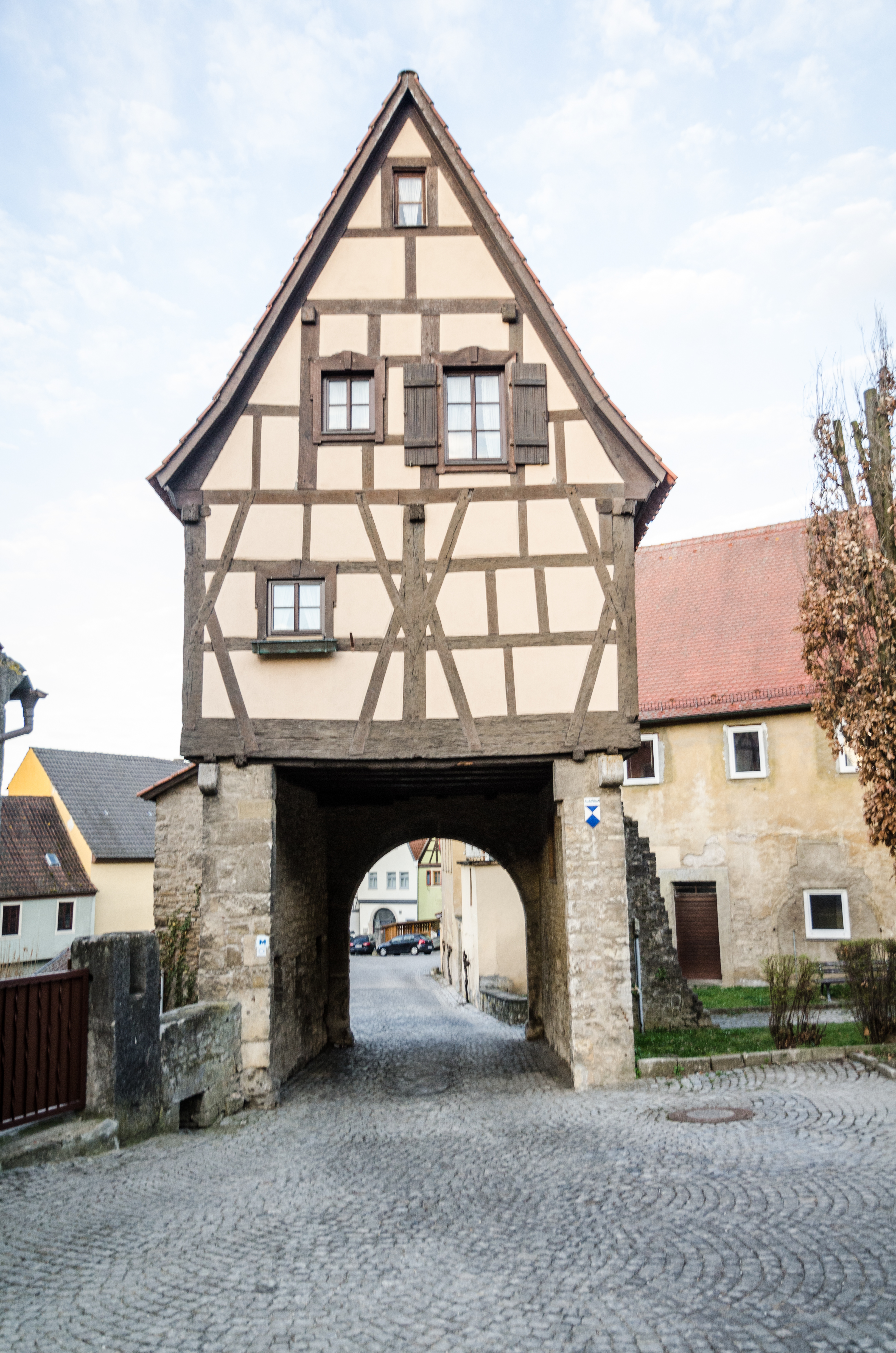
Obertor, Feldseite (weitere Bilder)
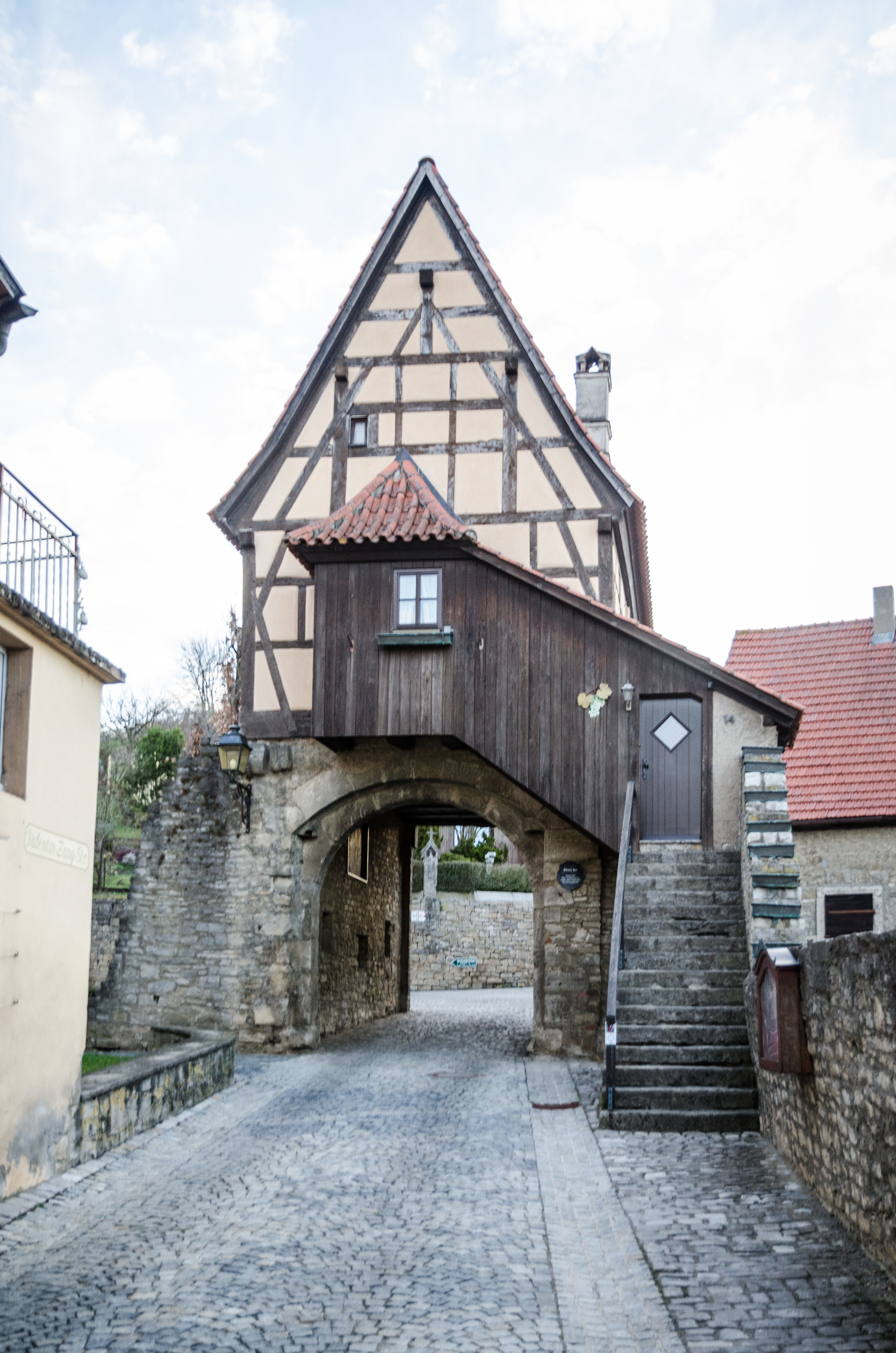
Obertor, Stadtseite (weitere Bilder)
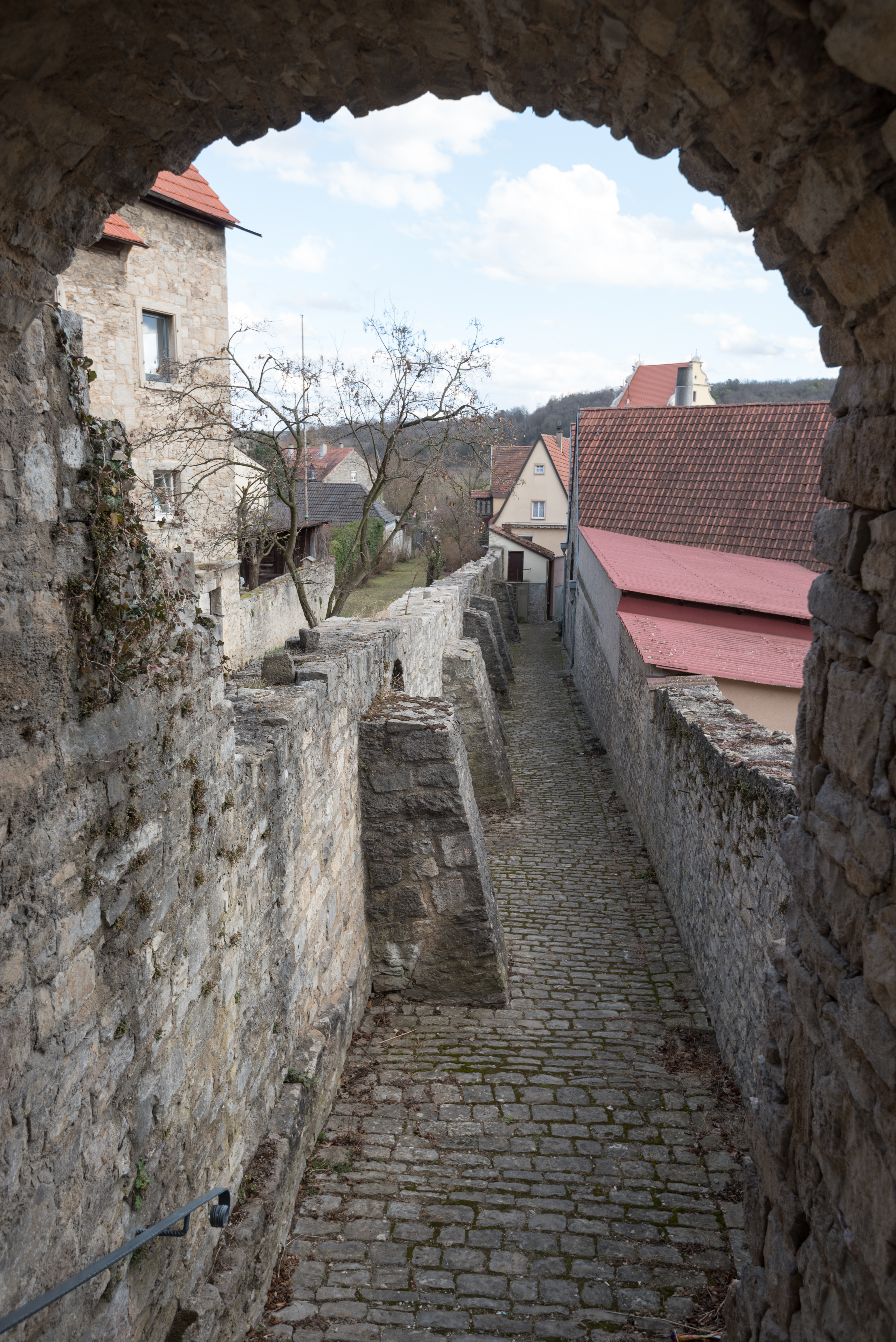
Stadtmauer, südlich Oberes Tor
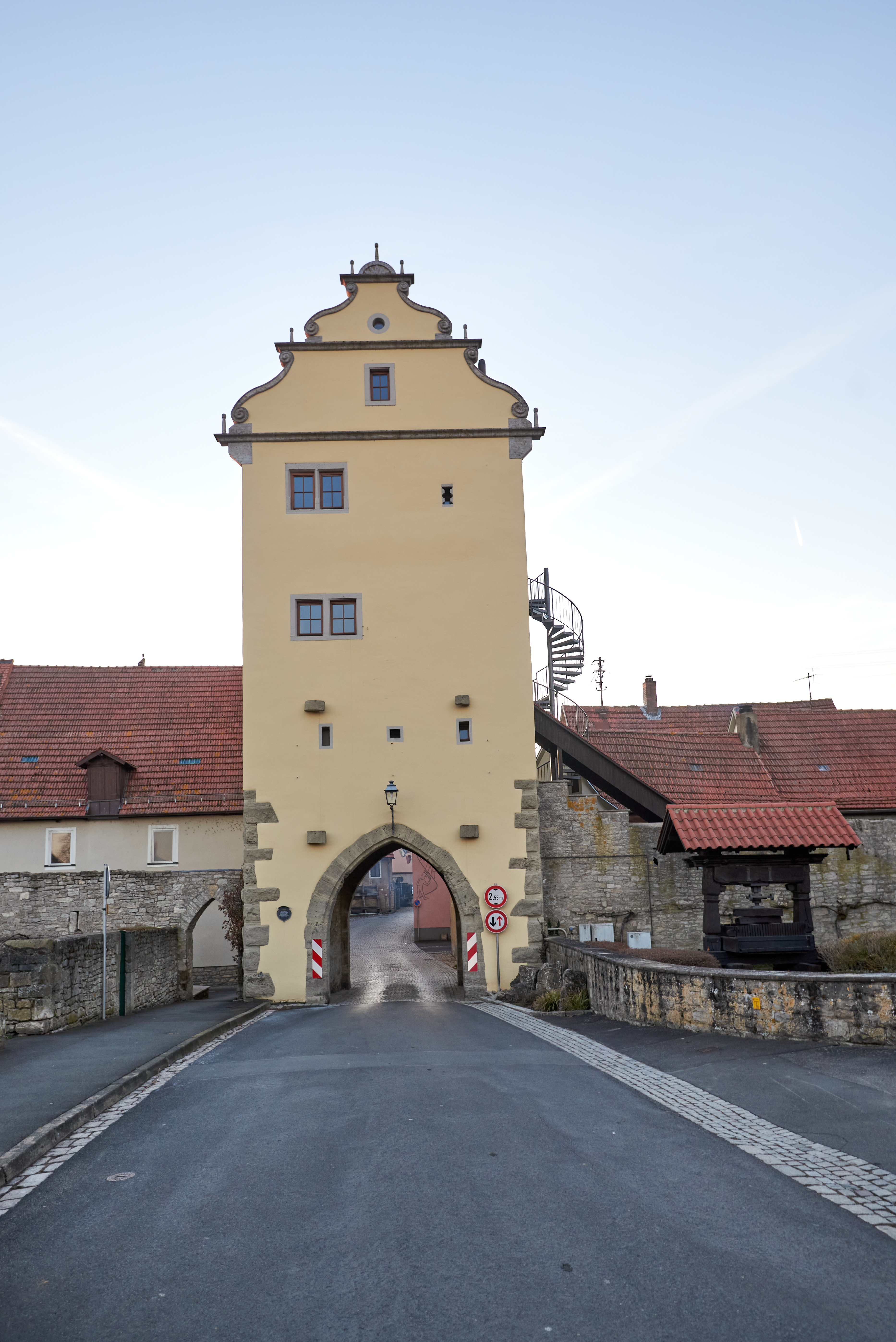
Mühltor, Feldseite, von Osten (weitere Bilder)
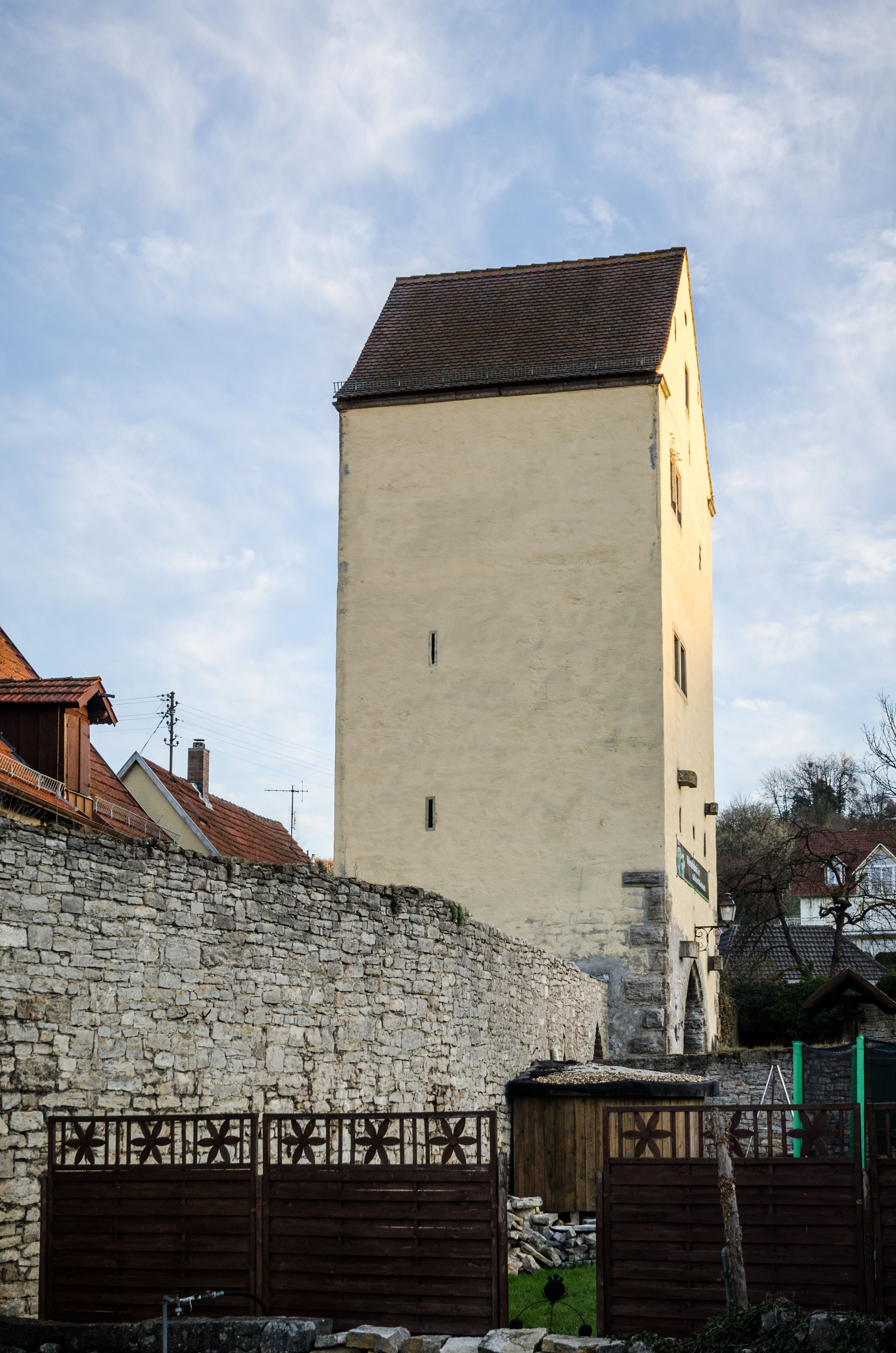
Mühltor, von Süden (weitere Bilder)
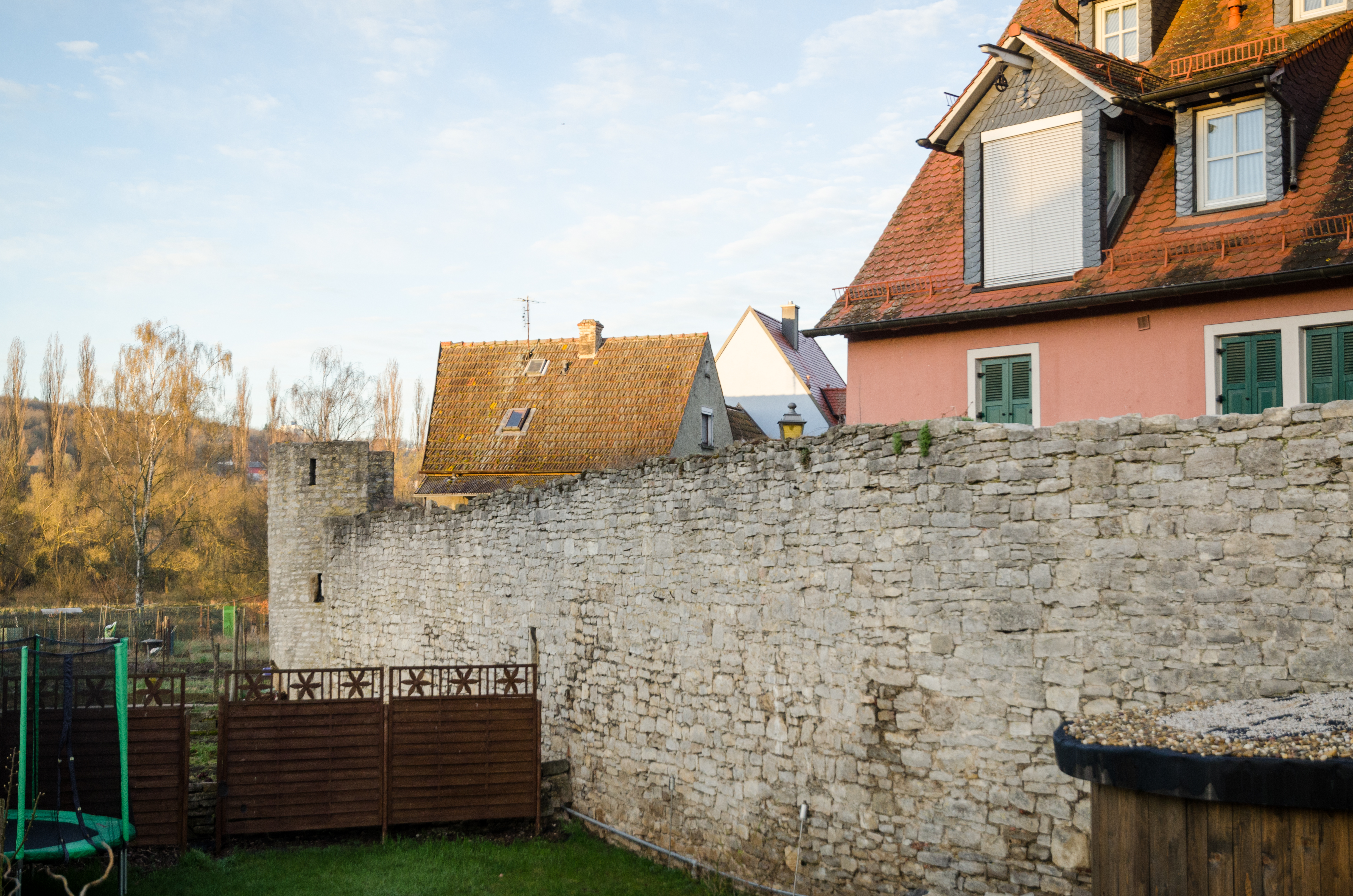
Ortsbefestigung südlich Mühltor
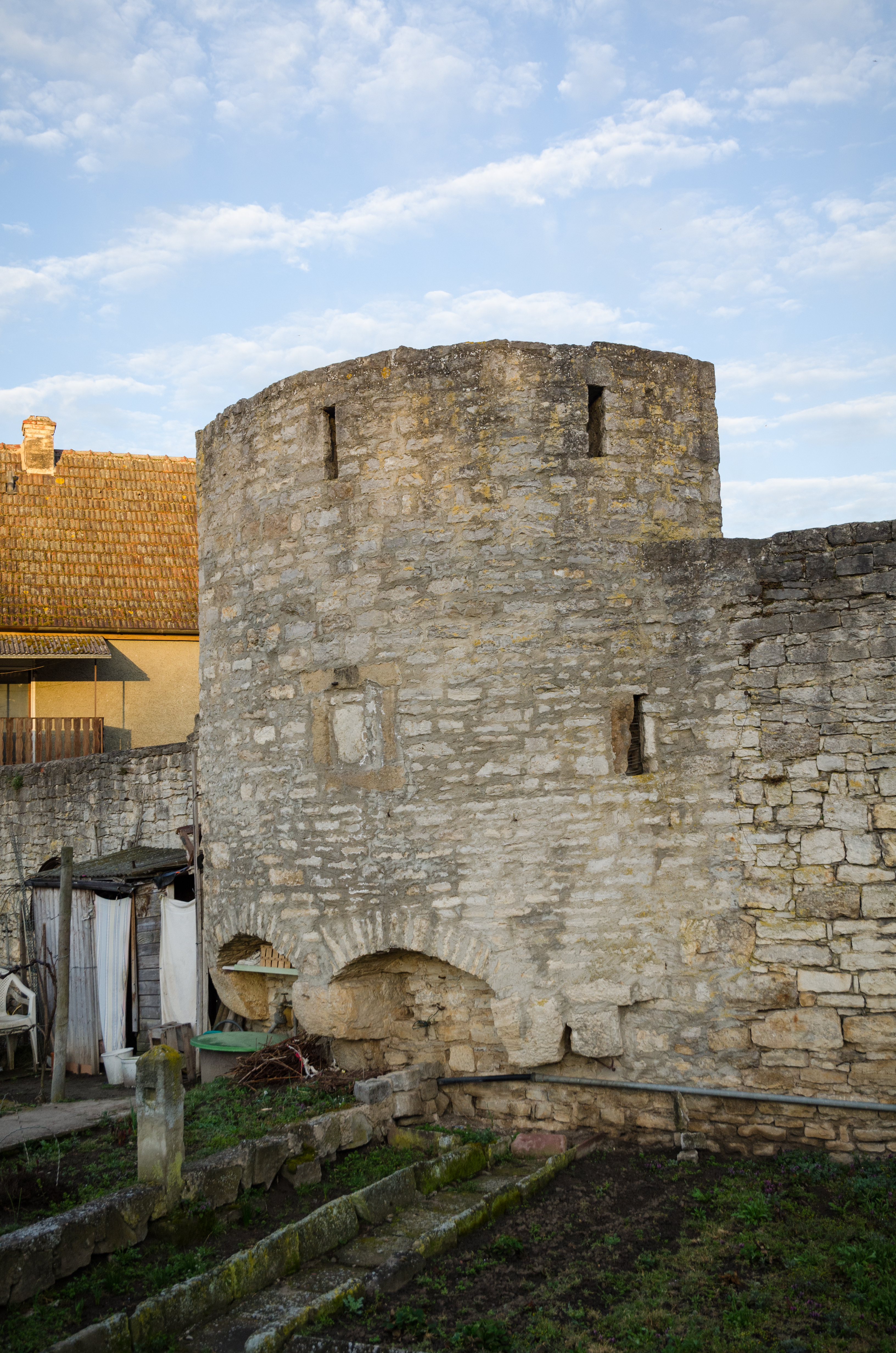
Rundturm, Winzergasse südlich Mühltor (weitere Bilder)
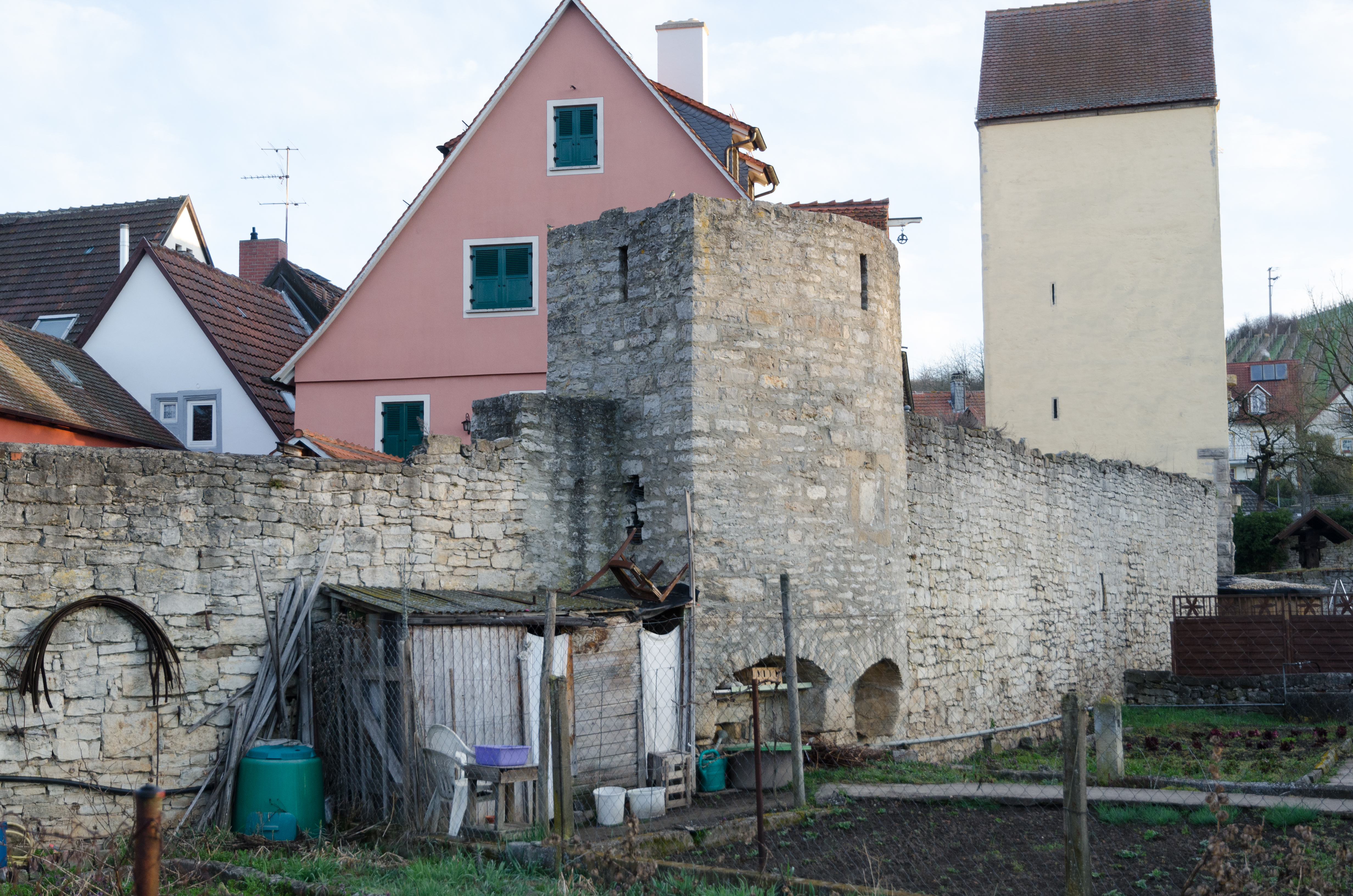
Rundturm, Winzergasse südlich Mühltor (weitere Bilder)
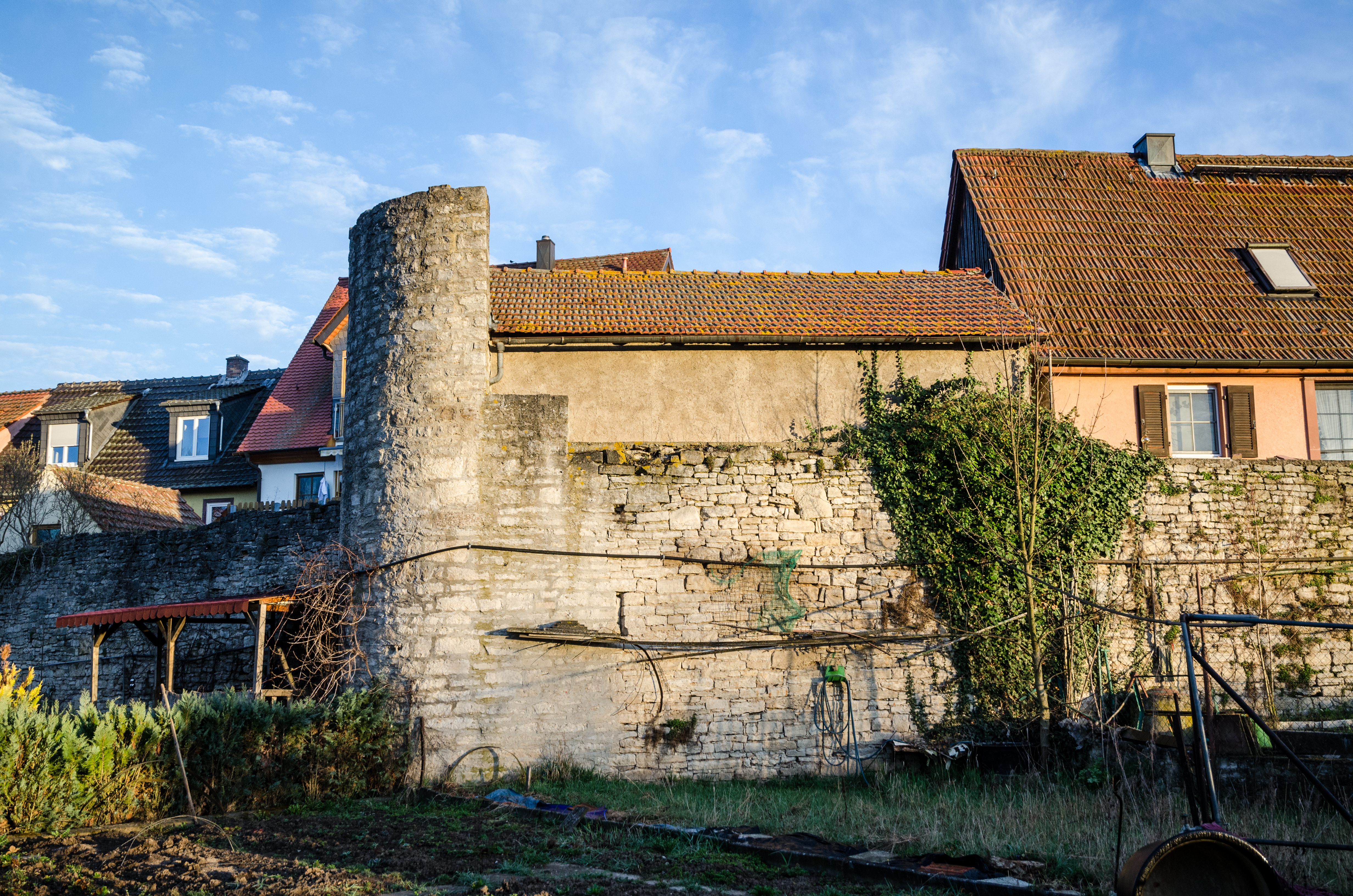
Rundturm, bei Winzergasse 16 (weitere Bilder)
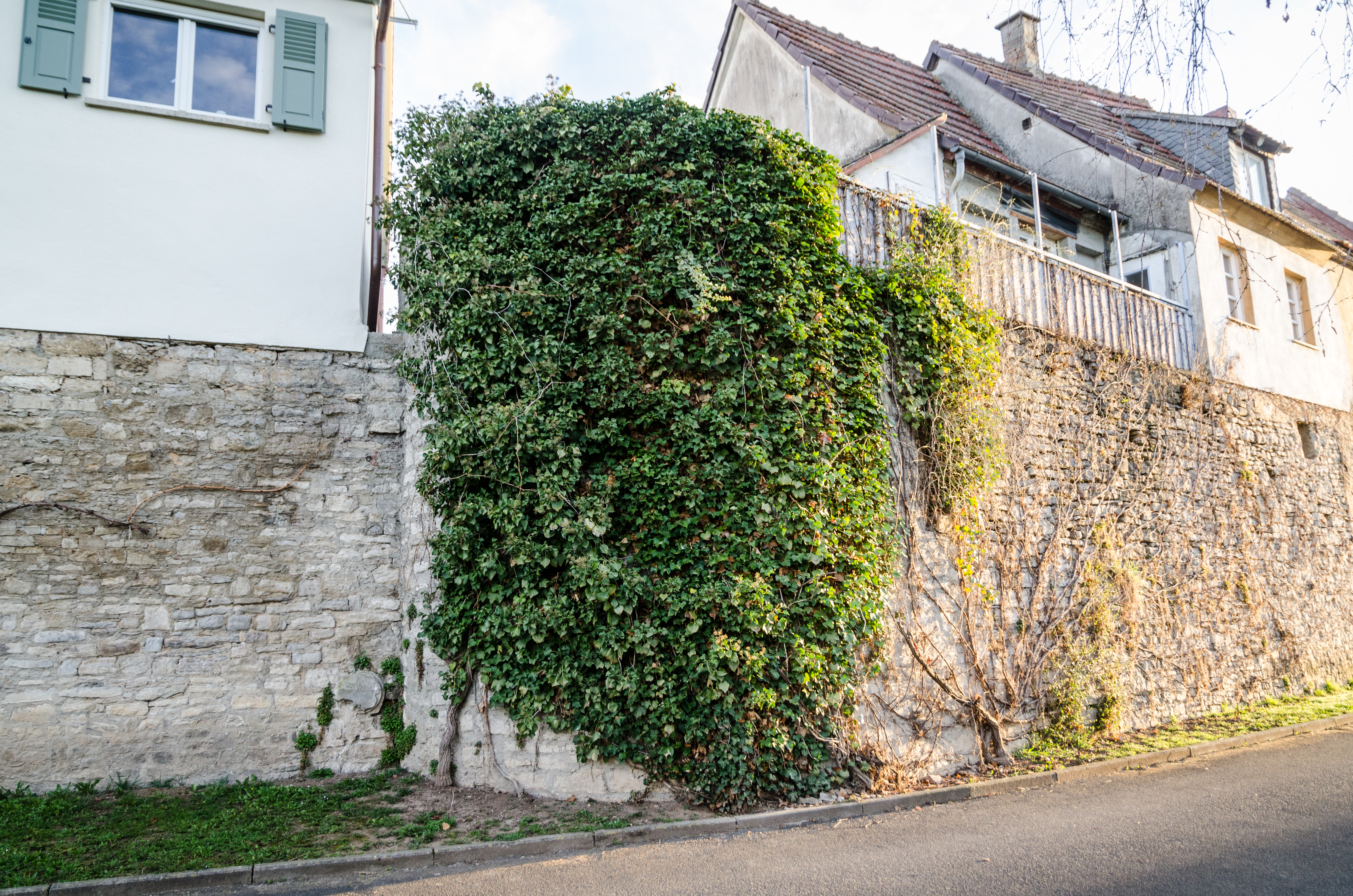
Rundturm, Fährergasse 12, Feldseite (weitere Bilder)
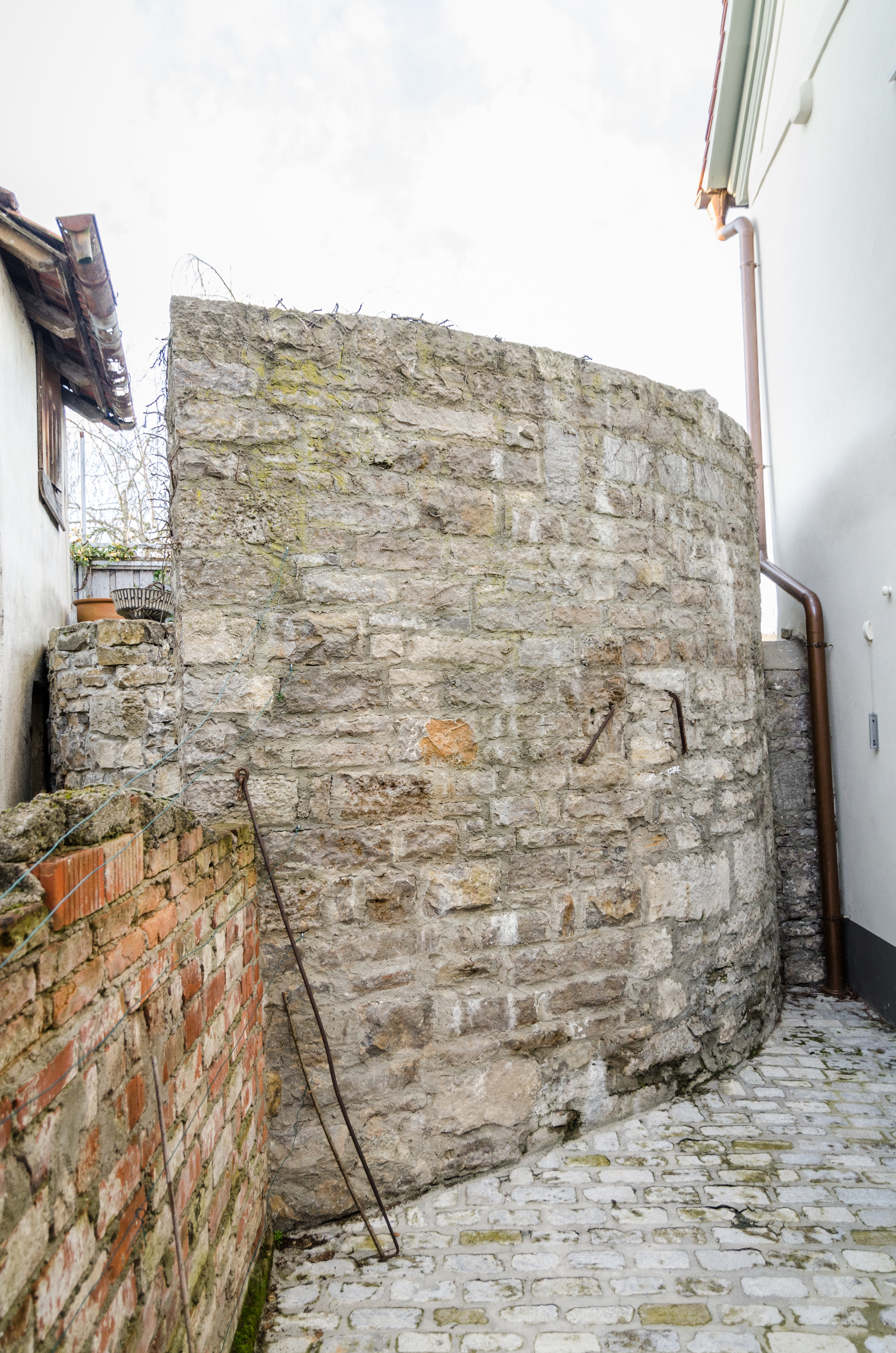
Rundturm, Fährergasse 12, Stadtseite (weitere Bilder)
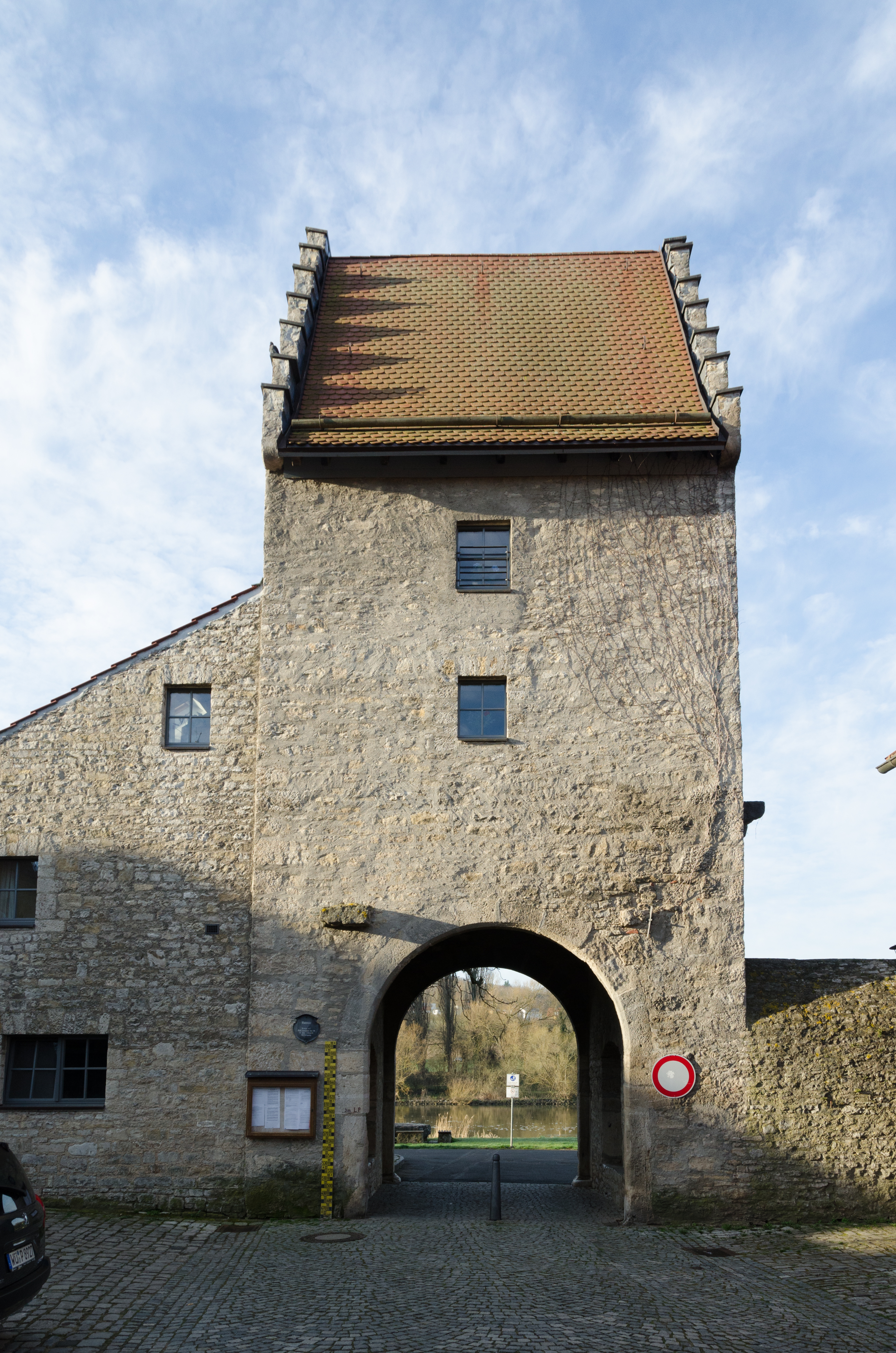
Maintor, Stadtseite (weitere Bilder)
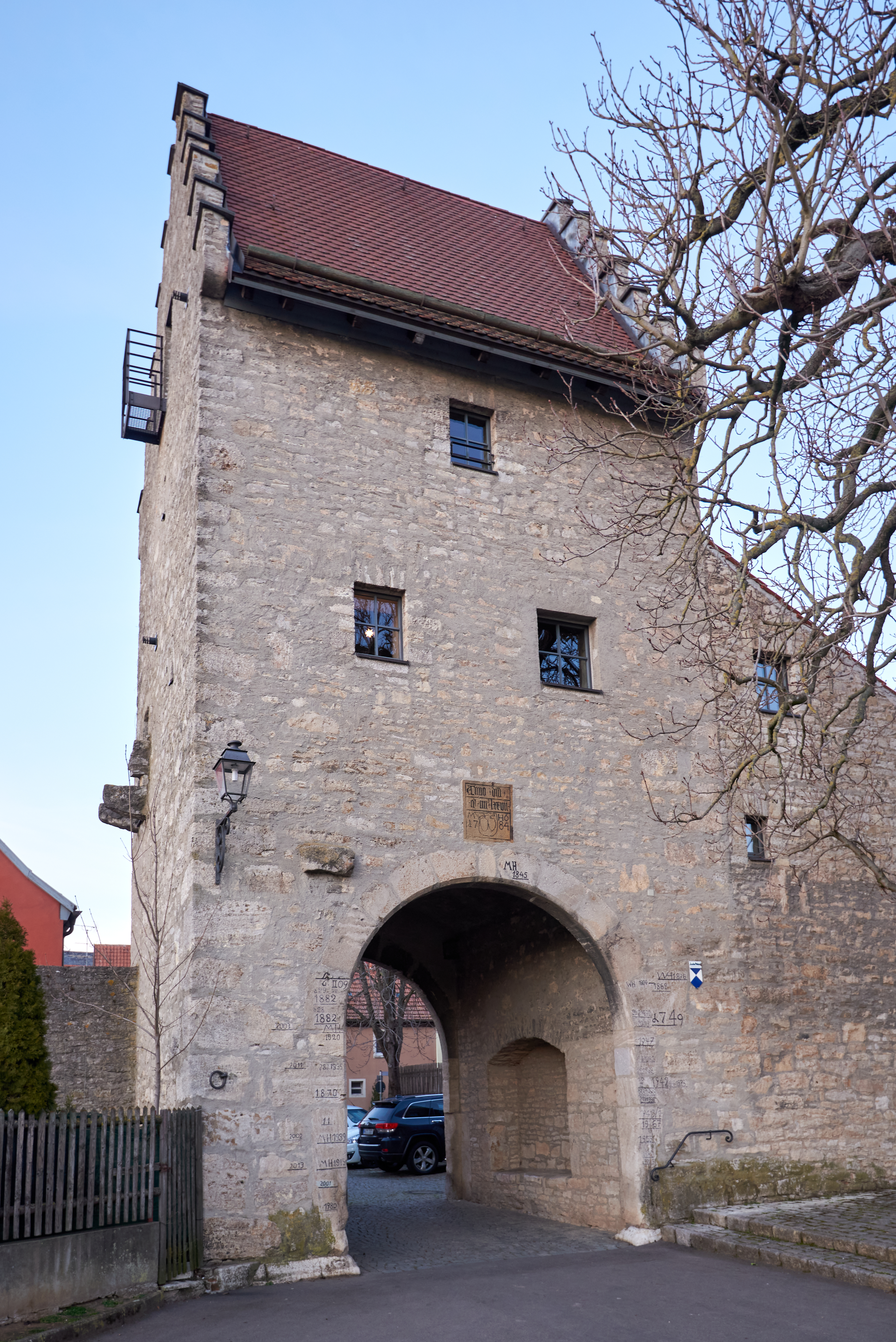
Maintor, Feldseite (weitere Bilder)
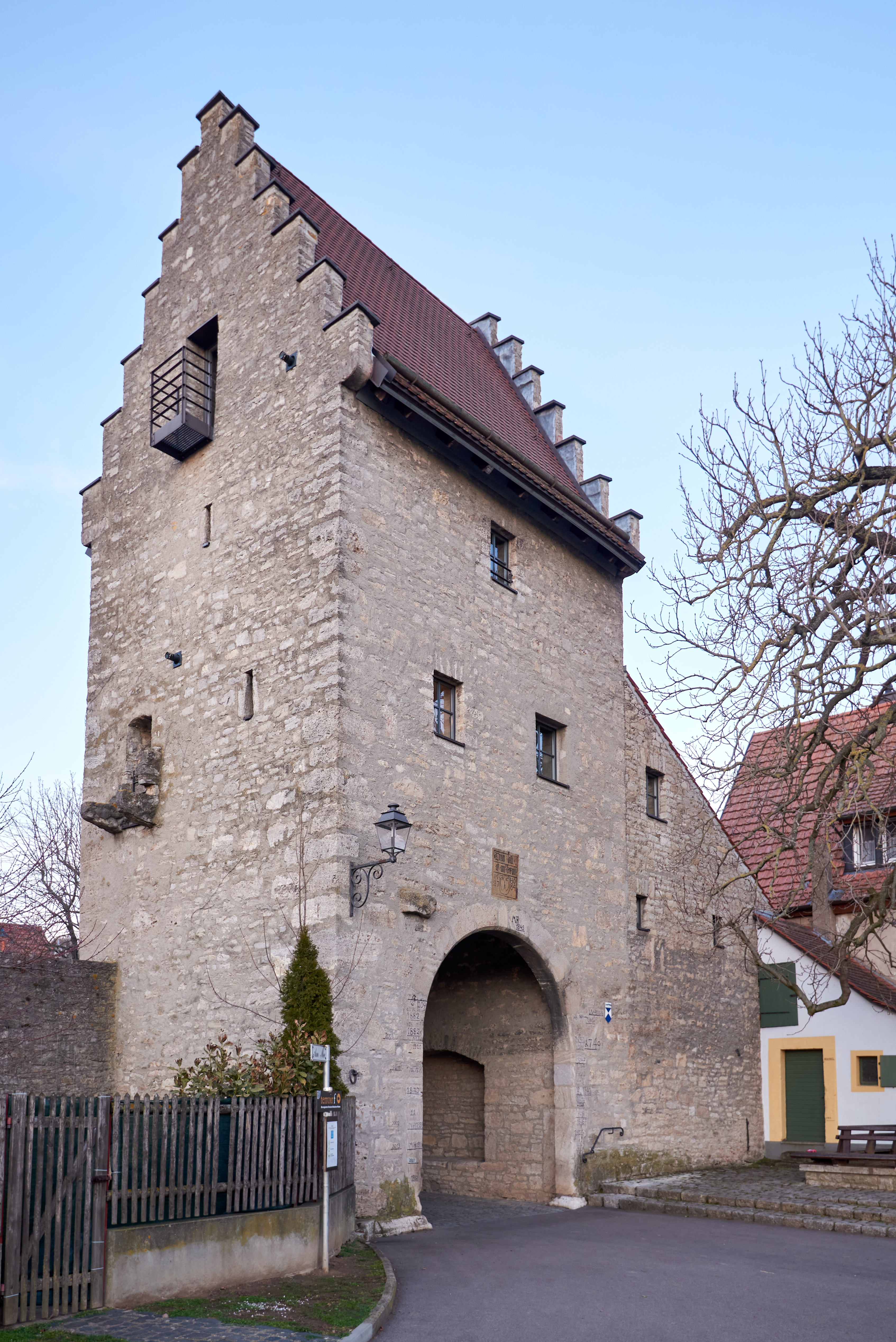
Maintor, Feldseite (weitere Bilder)
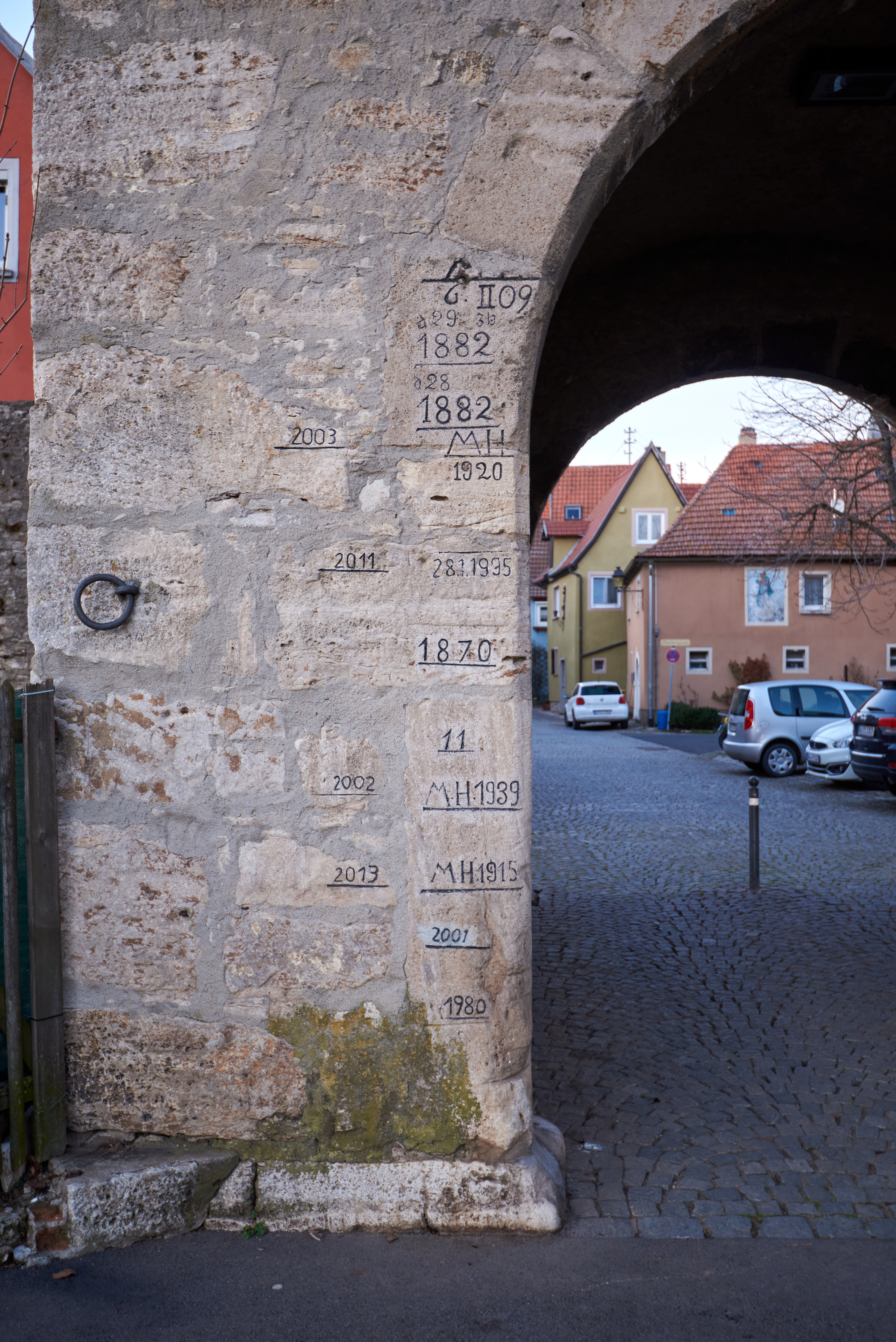
Maintor, Feldseite, Hochwassermarken (weitere Bilder)
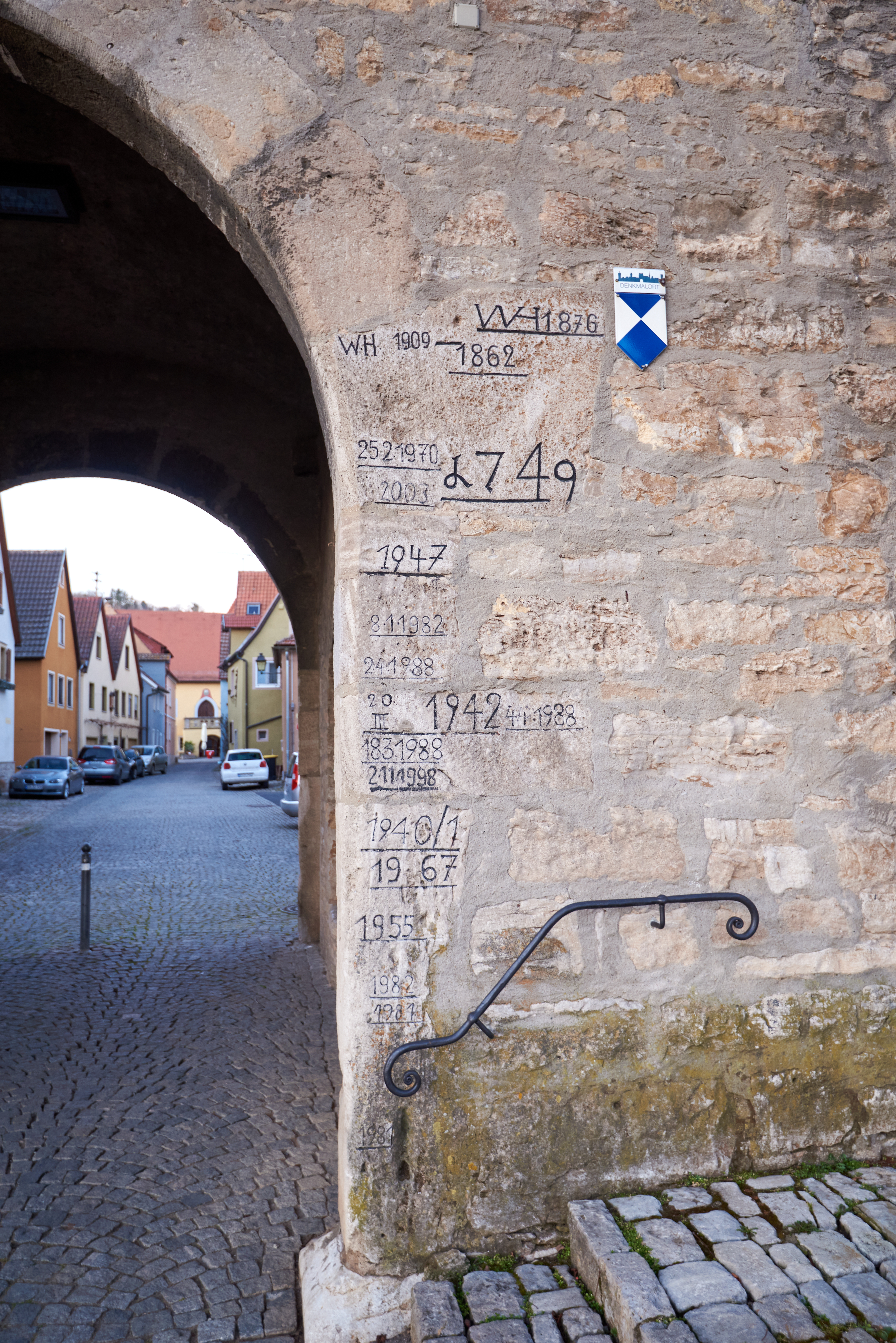
Maintor, Feldseite, Hochwassermarken (weitere Bilder)
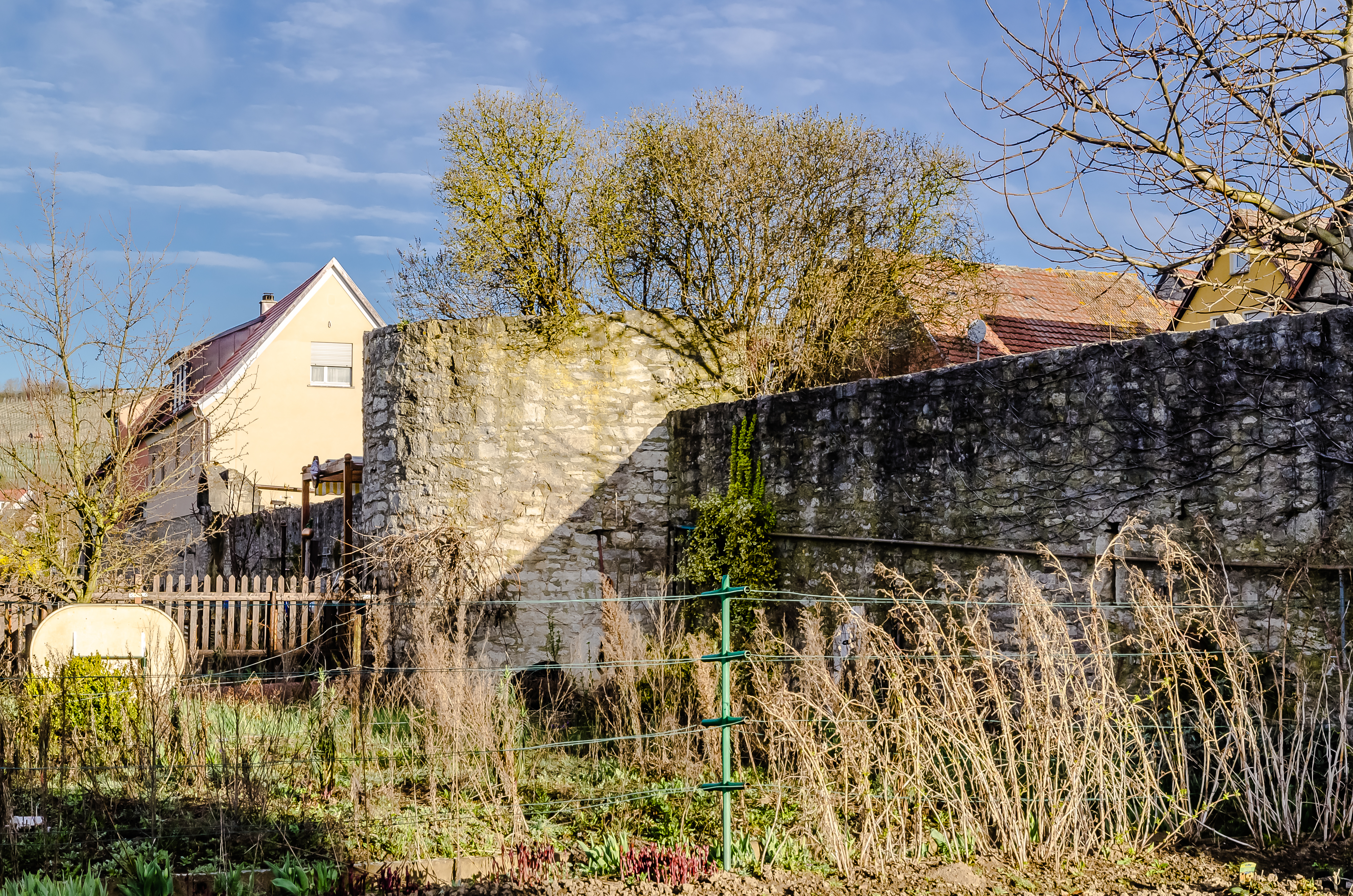
Rundturm, Büttnergasse 14 (weitere Bilder)
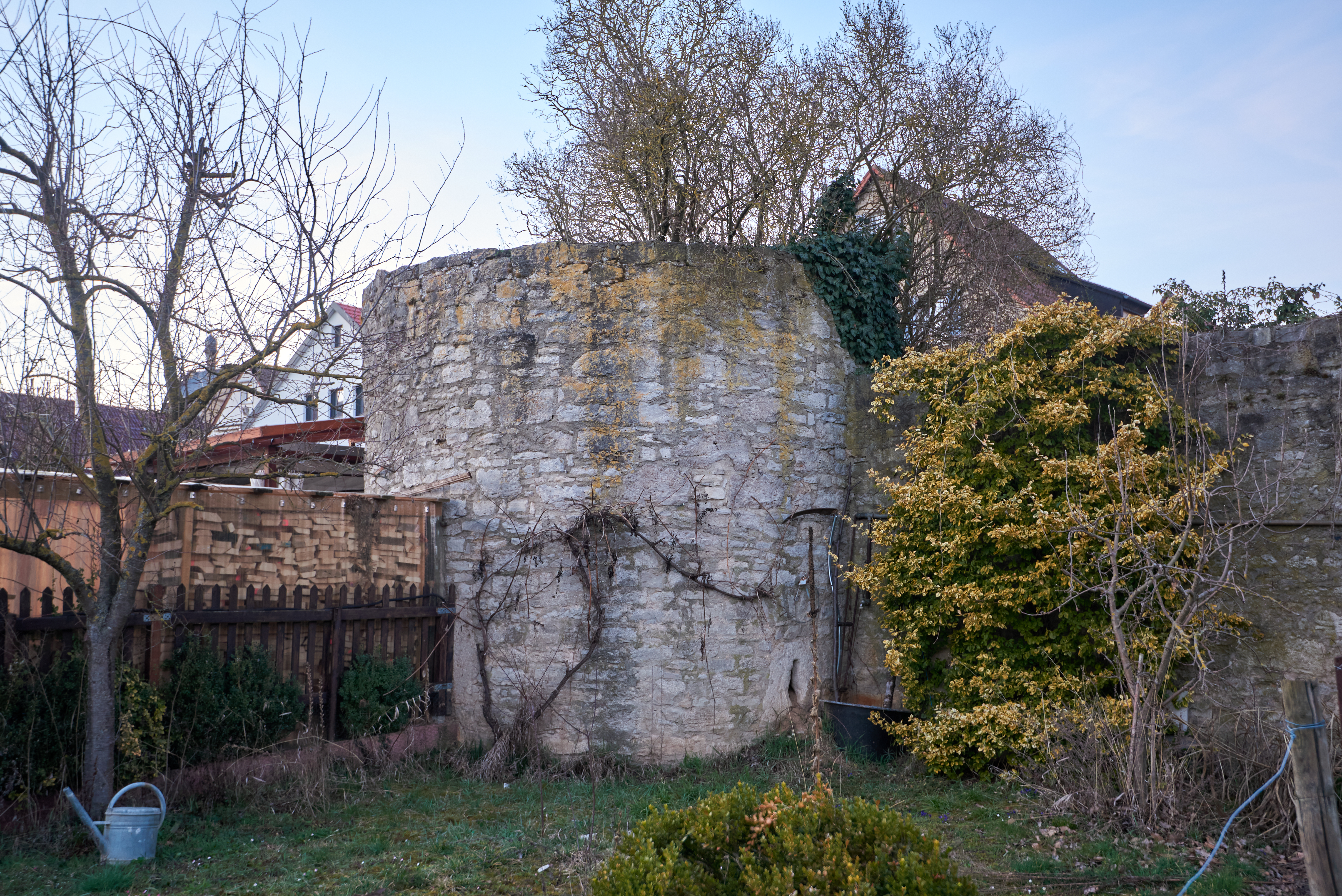
Rundturm, Büttnergasse 14 (weitere Bilder)
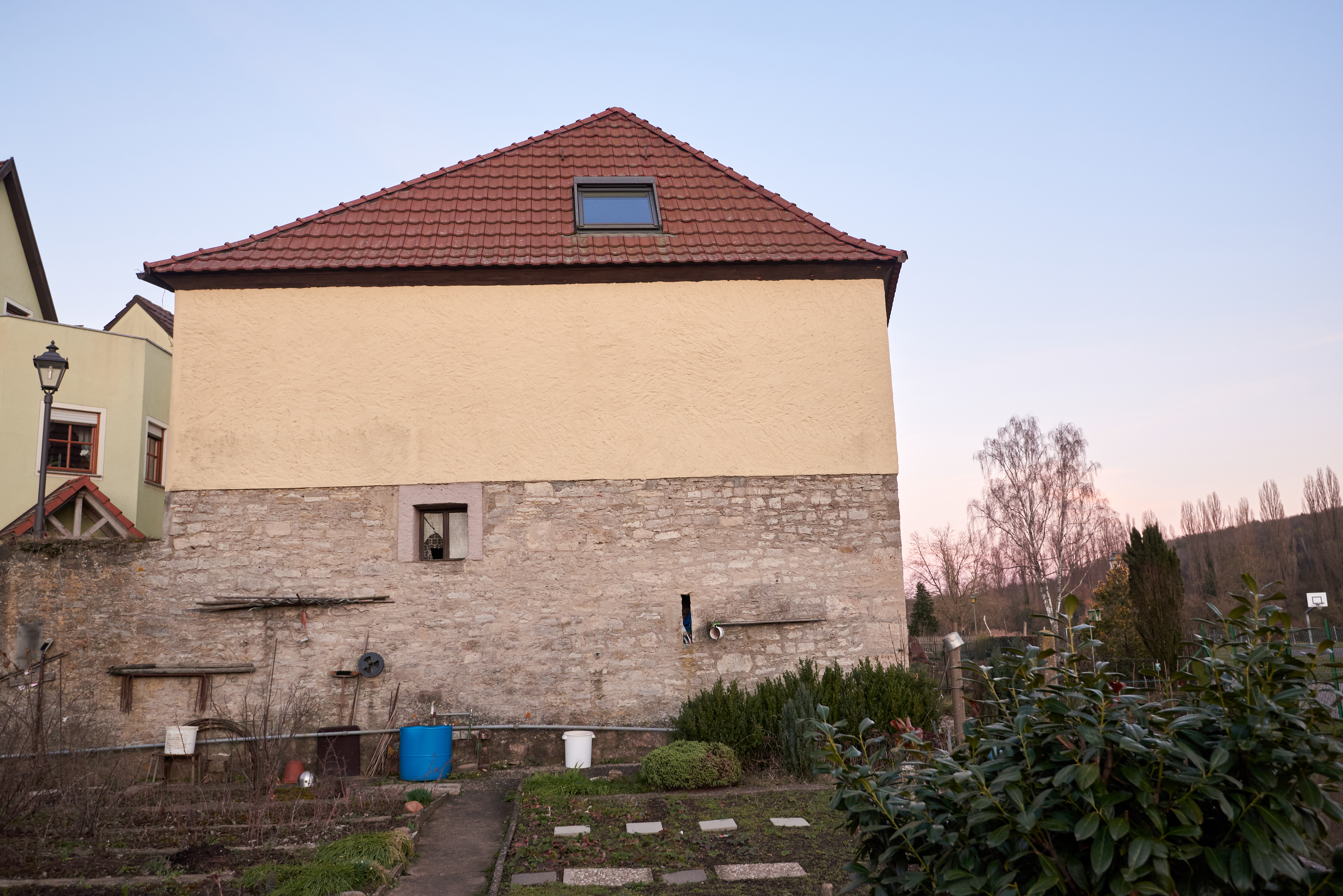
Südwestliche Ecke der Ortsbefestigung
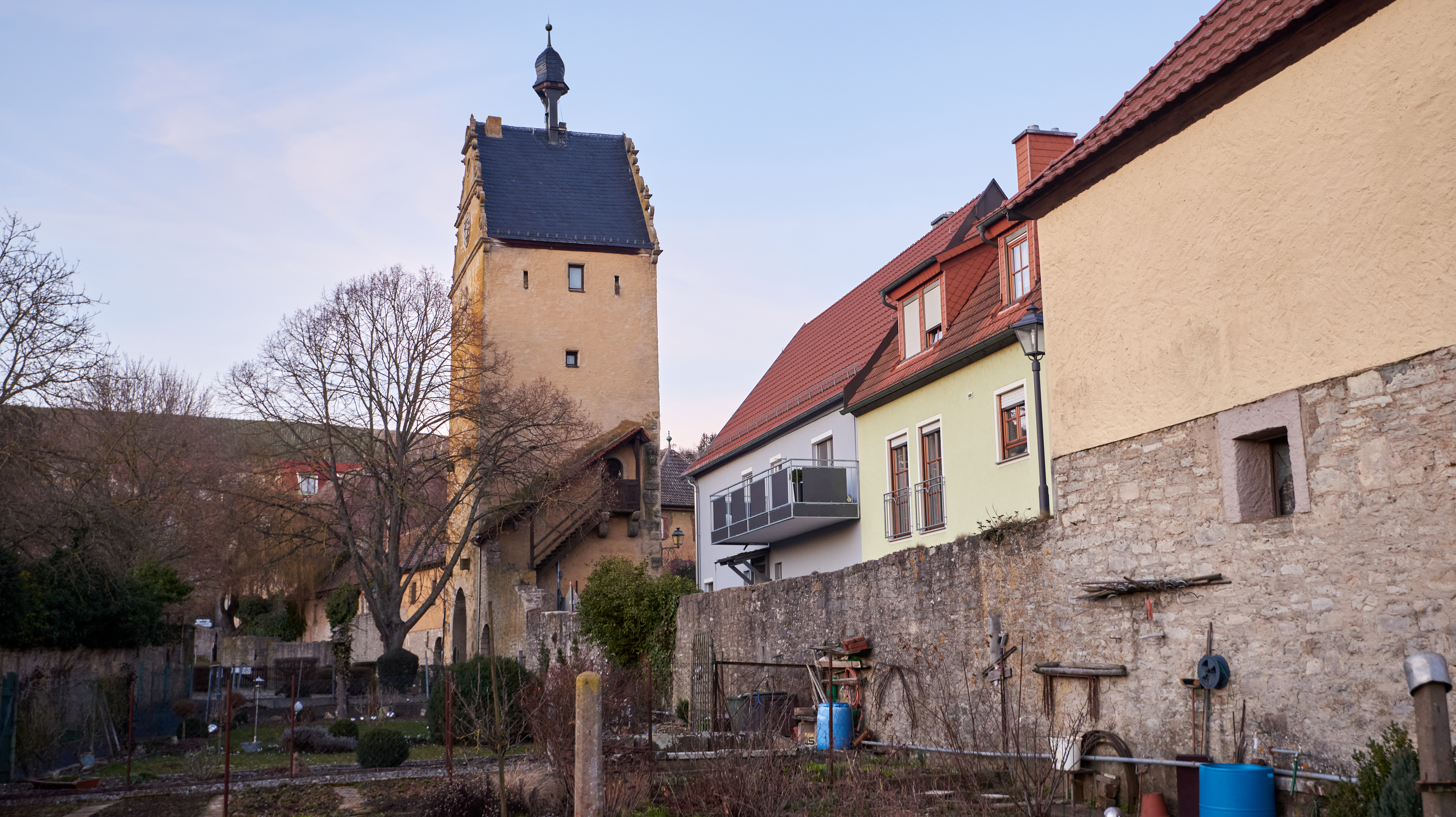
Südwestliche Ecke der Ortsbefestigung, nach Norden

## Baudenkmäler nach Ortsteilen

### Frickenhausen
| Lage                                                                  | Objekt                                            | Beschreibung | Akten-Nr.              | Bild           |
| --------------------------------------------------------------------- | ------------------------------------------------- | --- | ---------------------- | -------------- |
| Am Maintor (Standort)                                                 | Wegkreuz                                          | Sandsteinkreuz auf Postament mit Inschrift, darunter Figur der trauernden Maria, Sandstein, stark verwittert, bezeichnet 1706 | D-6-79-131-80 Wikidata | weitere Bilder |
| Babenbergplatz (Standort)                                             | Mariensäule                                       | Maria Immaculata auf hoher Säule mit Putten sowie Emblemen aus der Lauretanischen Litanei, auf Postament, flankiert von zwei Erzengeln auf balusterartige Einfriedung, letztere 1953 rekonstruiert, Sandstein, von Joseph Ritter, 1710                                                      | D-6-79-131-16 Wikidata | weitere Bilder |
| Babenbergplatz 1 (Standort)                                           | Wohngebäude                                       | zweigeschossiger Walmdachbau in Ecklage mit reicher Barockgliederung | D-6-79-131-30 Wikidata | weitere Bilder |
| Babenbergplatz 1 (Standort)                                           | Hausfigur                                         | bezeichnet 1714 | D-6-79-131-30 Wikidata | weitere Bilder |
| Babenbergplatz 4 (Standort)                                           | Ehemalige Domkapitelsche Kellerei                 | zweigeschossiger, verputzter Walmdachbau mit Fachwerkobergeschoss, sowie südlichem Anbau mit Fachwerkobergeschossen und Satteldach, im Kern 15. Jahrhundert, Inschriftentafel bezeichnet 1475, Erscheinungsweise 17. Jahrhundert                                                            | D-6-79-131-24 Wikidata | weitere Bilder |
| Babenbergplatz 4 (Standort)                                           | Hoftor                                            | rundbogig, 17. Jahrhundert, mit Reliefaufsatz der Marienkrönung, 19. Jahrhundert | D-6-79-131-24 Wikidata | weitere Bilder |
| Babenbergplatz 4 a (Standort)                                         | Winzerei                                          | dreigeschossiger, verputzter Walmdachbau mit doppelluchtigen, geohrten Fensterrahmungen, mit Hausfigur des Hl. Johann Nepomuk, Erscheinungsbild 17. Jahrhundert, im Kern spätmittelalterlich                                                                                                | D-6-79-131-25 Wikidata | weitere Bilder |
| Babenbergplatz 4 a (Standort)                                         | Inschriftentafel                                  | bezeichnet 1706 | D-6-79-131-25 Wikidata | weitere Bilder |
| Babenbergplatz 5 (Standort)                                           | Ehemaliges Wohnwirtschaftsgebäude                 | zweigeschossiger, verputzter Satteldachbau mit geohrten Fensterrahmungen, 2. Hälfte 18. Jahrhundert | D-6-79-131-29 Wikidata | weitere Bilder |
| Babenbergplatz 5 (Standort)                                           | Hausmadonna                                       | 19. Jahrhundert | D-6-79-131-29 Wikidata | BW             |
| Babenbergplatz 6 (Standort)                                           | Ehemaliges Bischofspalais der Würzburger Bischöfe | seit 1882 Knabenschule, jetzt Gemeindeverwaltung, zweigeschossiger, verputzter Satteldachbau über hohem Kellergeschoss, mit Freitreppe und geohrten Fensterrahmungen, 17. Jahrhundert | D-6-79-131-26 Wikidata | weitere Bilder |
| Babenbergplatz 7 (Standort)                                           | Wohngebäude                                       | zweigeschossiger Satteldachbau mit Fachwerkobergeschoss, 18. Jh. / 1. Viertel 19. Jahrhundert | D-6-79-131-28 Wikidata | weitere Bilder |
| Babenbergplatz 10 (Standort)                                          | Pfarrhaus                                         | zweigeschossiger Satteldachbau mit Fachwerkobergeschoss über hohem Sockel, im Kern 17. Jahrhundert | D-6-79-131-27 Wikidata | weitere Bilder |
| Babenbergplatz 10 (Standort)                                          | Brunnen                                           | | D-6-79-131-27 Wikidata | BW             |
| Fischergasse 2 (Standort)                                             | Wohngebäude                                       | zweigeschossiger, verputzter Satteldachbau, 16./17. Jahrhundert | D-6-79-131-46 Wikidata | weitere Bilder |
| Fischergasse 5 (Standort)                                             | Ehemalige Scheune                                 | jetzt Wohnhaus, zweigeschossiger Bruchsteinmauerwerksbau, südliche Traufseite mit Fachwerkobergeschoss, 18./1. Viertel 19. Jahrhundert | D-6-79-131-48 Wikidata | weitere Bilder |
| Fischergasse 9 (Standort)                                             | Wohngebäude                                       | zweigeschossiger, verputzter Satteldachbau, mit Fachwerkobergeschoss, dieses traufseitig vorkragend und westlichem Treppengiebel, 16. /17. Jahrhundert | D-6-79-131-55 Wikidata | weitere Bilder |
| Fischergasse 16 (Standort)                                            | Ehemaliges Wohnwirtschaftsgebäude                 | zweigeschossiger Satteldachbau mit Fachwerkoberstock, im Giebel vorkragend, wohl 16. Jahrhundert | D-6-79-131-47 Wikidata | weitere Bilder |
| Fischergasse 20 (Standort)                                            | Wohngebäude                                       | zweigeschossiger Halbwalmdachbau über hohem Kellergeschoss, wohl verputztes Fachwerk, am Kellereingang bezeichnet 1538, bezeichnet 1722 | D-6-79-131-56 Wikidata | weitere Bilder |
| Fischergasse 24 (Standort)                                            | Wohngebäude                                       | zweigeschossiger, verputzter Satteldachbau mit geohrten Fensterrahmungen, mit Bauinschrift, bezeichnet 1497, äußeres Erscheinungsbild 17./18. Jahrhundert | D-6-79-131-58 Wikidata | weitere Bilder |
| Fischergasse 26 (Standort)                                            | Wohngebäude                                       | zweigeschossiger, verputzter Walmdachbau mit Fachwerkobergeschoss und geohrten Fensterrahmungen, 18. Jahrhundert | D-6-79-131-59 Wikidata | weitere Bilder |
| Fischergasse 26 (Standort)                                            | Ehemaliges Wirtschaftsgebäude                     | zweigeschossiger, verputzter Satteldachbau mit geohrten Fensterrahmungen, gleichzeitig | D-6-79-131-59 Wikidata | weitere Bilder |
| Fischergasse 28 (Standort)                                            | Wohngebäude                                       | zweigeschossiger, verputzter Satteldachbau, im Kern 17. Jahrhundert | D-6-79-131-60 Wikidata | weitere Bilder |
| Frankfurter Gärtchen (Standort)                                       | Gartenhäuschen                                    | kleiner Massivbau mit Walmdach, 18. Jahrhundert | D-6-79-131-78 Wikidata | weitere Bilder |
| Geheusteige ()                                                        | Bildhäuschen                                      | gemauerte und verputzte Stele mit Satteldach und vergitterter Bildnische, wohl 18. Jahrhundert, 1983 an den heutigen Standort transloziert | D-6-79-131-143         |                |
| Geheusteige (Standort)                                                | Mariensäule                                       | Figur der Maria Immaculata auf ornamentiertem Pfeiler über Postament, Sandstein, 17. Jahrhundert | D-6-79-131-81 Wikidata | BW             |
| Hand (Standort)                                                       | Bildstock                                         | Reliefaufsatz mit Kreuzbekrönung und Pietà-Darstellung, darunter Inschriftenfeld, auf Säule über Sockel, Sandstein, 17. Jahrhundert | D-6-79-131-89 Wikidata | BW             |
| Hauptstraße 7 (Standort)                                              | Ehemaliger Gutshof, sogenannter Fürstenhof        | Wohngebäude, zweigeschossiger, verputzter Walmdachbau mit geohrten Fensterrahmungen, 1. Hälfte 18. Jahrhundert, über älterem Kern, mit nördlichem Ökonomieanbau, 18./19. Jahrhundert | D-6-79-131-38 Wikidata | weitere Bilder |
| Nähe Zehntgasse (Standort)                                            | Ökonomiegebäude                                   | mit Krüppelwalm, frühes 18. Jahrhundert | D-6-79-131-38 Wikidata | weitere Bilder |
| Hauptstraße 5 (Standort)                                              | Nebengebäude                                      | zweigeschossiger, verputzter Massivbau mit Walmdach, 18. Jh. | D-6-79-131-38 Wikidata | weitere Bilder |
| Hauptstraße 7 (Standort)                                              | Ziehbrunnen                                       | 17. Jahrhundert | D-6-79-131-38 Wikidata | BW             |
| Zehntgasse 1 (Standort)                                               | Garten                                            | 18./19. Jahrhundert | D-6-79-131-38 Wikidata | BW             |
| Hauptstraße 7 (Standort)                                              | Gartenpforte                                      | bezeichnet 1580 | D-6-79-131-38 Wikidata | weitere Bilder |
| Nähe Zehntgasse (Standort)                                            | Hoftor                                            | frühes 18. Jahrhundert | D-6-79-131-38 Wikidata | BW             |
| Hauptstraße 9 (Standort)                                              | Wohngebäude                                       | zweigeschossiger Walmdachbau mit reicher Barockfassade, und Hausmadonna des 18. Jahrhunderts, Gebäude frühes 18. Jahrhundert | D-6-79-131-36 Wikidata | weitere Bilder |
| Spitalgasse 1 (Standort)                                              | Ehemaliges Nebengebäude                           | zweigeschossiger, langgestreckter Rückflügel mit Satteldach und direkt anschließendem zweigeschossigem, verputzten Walmdachbau, beide mit geohrten Fensterrahmungen und Bossenportalen mit Maskenschlussstein, bezeichnet 1702                                                              | D-6-79-131-36 Wikidata | weitere Bilder |
| Hauptstraße 11 (Standort)                                             | Wohngebäude                                       | zweigeschossiger, verputzter Satteldachbau mit geohrten Fensterrahmungen, im Kern 18. Jahrhundert | D-6-79-131-31 Wikidata | weitere Bilder |
| Hauptstraße 13 (Standort)                                             | Rathaus                                           | zweigeschossiger, verputzter Massivbau mit Satteldach sowie südwestlichem Erker mit Zwiebelhaube und Freitreppe, Maßwerkgeländer erneuert, im Kern um 1480, im Wesentlichen 2. Hälfte 16. Jahrhundert, bezeichnet 1480 und 1590; mit Ausstattung                                            | D-6-79-131-15 Wikidata | weitere Bilder |
| Hauptstraße 13 (Standort)                                             | Epitaphe                                          | Sandstein, bezeichnet 1617 und 1624 | D-6-79-131-15 Wikidata | weitere Bilder |
| Hauptstraße 13 (Standort)                                             | Katholische Pfarrkirche St. Gallus                | vierjochige Hallenkirche mit Chorturm mit Spitzhelm, Turmuntergeschosse romanisch, Langhaus von Hans Bock, 1514–1521, Langhauswölbung, Chor und Turmoberbau 1605–16; mit Ausstattung (siehe auch: Epitaph für Jörg Hoffmann und seine Frau)                                                 | D-6-79-131-17 Wikidata | weitere Bilder |
| Hauptstraße 13 (Standort)                                             | Ölbergkapelle                                     | mit nahezu lebensgroßen Sandsteinfiguren, 16./17. Jahrhundert | D-6-79-131-17 Wikidata | weitere Bilder |
| Hauptstraße 15 (Standort)                                             | Wohngebäude                                       | zweigeschossiger, verputzter Satteldachbau in Ecklage, mit westlichem Treppengiebel und geohrten Fensterrahmungen, im Kern spätmittelalterlich, im Wesentlichen 18. Jahrhundert | D-6-79-131-14 Wikidata | weitere Bilder |
| Hauptstraße 16 (Standort)                                             | Ehemaliges Gasthaus Fränkischer Hof               | zweigeschossiger Satteldachbau mit Fachwerkobergeschoss, 17. Jahrhundert | D-6-79-131-41 Wikidata | weitere Bilder |
| Hauptstraße 17 (Standort)                                             | Gasthaus                                          | zweigeschossiger Satteldachbau in Ecklage mit Fachwerkobergeschoss und westlichem Anbau, 16. Jahrhundert | D-6-79-131-13 Wikidata | weitere Bilder |
| Hauptstraße 17 (Standort)                                             | Ökonomiegebäude                                   | Massivbau mit Satteldach und Treppengiebel, im Kern 14. Jahrhundert | D-6-79-131-13 Wikidata | BW             |
| Hauptstraße 18 (Standort)                                             | Wohngebäude                                       | zweigeschossiger, verputzter Satteldachbau mit östlich auskragendem Fachwerkobergeschoss, im Kern 16./17. Jahrhundert | D-6-79-131-42 Wikidata | weitere Bilder |
| Hauptstraße 22 (Standort)                                             | Ehemalige Schmiede                                | dreigeschossiger, verputzter Satteldachbau mit Fachwerkobergeschossen, bezeichnet 1801 | D-6-79-131-44 Wikidata | weitere Bilder |
| Hauptstraße 36 (Standort)                                             | Wohngebäude                                       | zweigeschossiger, verputzter Satteldachbau mit Fachwerkobergeschoss und geohrten Fensterrahmungen, bezeichnet 1848, im Kern 17./18. Jahrhundert | D-6-79-131-51 Wikidata | weitere Bilder |
| Hauptstraße 40 (Standort)                                             | Wohngebäude                                       | zweigeschossiger, verputzter Satteldachbau mit Fachwerkobergeschoss, Giebel mit Zierfachwerk und östlicher, überbauter Toreinfahrt, diese bezeichnet 1548, im Wesentlichen 17. Jahrhundert                                                                                                  | D-6-79-131-52 Wikidata | weitere Bilder |
| Hauptstraße 44 (Standort)                                             | Wohngebäude                                       | zweigeschossiger, verputzter Krüppelwalmdachbau mit Fachwerkobergeschoss, sowie südlich anschließender überbauter Toreinfahrt mit Fachwerkobergeschoss und Satteldach, im Kern spätmittelalterlich, bezeichnet 1649, Umbauten 18. Jahrhundert                                               | D-6-79-131-54 Wikidata | weitere Bilder |
| Höflingsberg, Straße nach Segnitz, vor dem Weinberg (Standort)        | Kreuzschlepper                                    | Figur des kreuztragenden Christus auf Knien, auf Postament mit Inschrift, errichtet anstelle des Vorgängers des 18. Jahrhunderts, bezeichnet 1939 | D-6-79-131-88 Wikidata | BW             |
| In der Röten, Ochsenfurter Straße, Einmündung der Weingartenstraße () | Bildstock                                         | in Nische, 18. Jahrhundert; nicht nachqualifiziert, im Bayerischen Denkmal-Atlas nicht kartiert | D-6-79-131-83 Wikidata |                |
| Kapellenberg (Standort)                                               | Katholische Kapelle St. Valentin                  | Saalbau mit Satteldach, geschweiften Giebeln und Dachreiter mit Glockendach sowie südlichem Anbau, 1699; mit Ausstattung | D-6-79-131-76 Wikidata | weitere Bilder |
| Kapellenberg, Kapellensteige (Standort)                               | Wegkreuz                                          | gusseisernes Kruzifix des 19. Jahrhunderts, auf Sandsteinsockel, frühes 19. Jahrhundert | D-6-79-131-87 Wikidata | weitere Bilder |
| Kapellensteige (Standort)                                             | Weinbergserschließungsgasse                       | beidseitig mit Weinbergsmauern eingefasste, gepflasterte Gasse zur Weinlage Kapellenberg, mit Vierzehn Bildnischen eines erneuerten Kreuzweges der 1980er Jahre, sowie Pforten und Treppenanlagen, im Kern wohl um 1699, im Wesentlichen wohl frühes 19. Jahrhundert, letzte Sanierung 1982 | D-6-79-131-77 Wikidata | weitere Bilder |
| Kapellensteige 1 (Standort)                                           | Bildstock                                         | giebelbedachter Nischenaufsatz mit Kreuzbekrönung auf Pfeiler, Kalkstein, ehemals mit Pietàfigur, bezeichnet 1609 | D-6-79-131-86 Wikidata | weitere Bilder |
| Unterer Kapellenbergsweg (Standort)                                   | Bildstock                                         | Reliefaufsatz mit Dreifaltigkeitsdarstellung, auf Pfeiler mit Stiftungsinschrift, auf Postament, Sandstein, bezeichnet 1673 | D-6-79-131-77 Wikidata | weitere Bilder |
| Kapellensteige (Standort)                                             | Bildhäuschen                                      | rundbogiger Nischenaufsatz auf Tischsockel, darin Pietàgruppe des 17. Jahrhunderts, Kalkstein, wohl 17./18. Jahrhundert | D-6-79-131-77 Wikidata | weitere Bilder |
| Kirchgasse 1 (Standort)                                               | Hausmadonna                                       | 19. Jahrhundert | D-6-79-131-23 Wikidata | weitere Bilder |
| Kirchgasse 2 (Standort)                                               | Ehemaliges Benefiziatenhaus                       | zweigeschossiger, verputzter Satteldachbau mit Fachwerkoberstock, 15. Jahrhundert | D-6-79-131-18 Wikidata | weitere Bilder |
| Kirchgasse 3 (Standort)                                               | Pforte                                            | rundbogig, bezeichnet 1702 | D-6-79-131-22 Wikidata | weitere Bilder |
| Kirchgasse 4 (Standort)                                               | Ehemaliges Amtsgericht                            | dreigeschossiger Satteldachbau mit Fachwerkobergeschossen, westliche Giebelseite verschiefert, 17. Jahrhundert | D-6-79-131-19 Wikidata | weitere Bilder |
| Kirchgasse 5 (Standort)                                               | Wohngebäude                                       | zweigeschossiger Halbwalmdachbau, Obergeschoss in Teilen verputztes Fachwerk, mit geohrten Fensterrahmungen, bezeichnet 1708, über spätmittelalterlichem Kern | D-6-79-131-21 Wikidata | weitere Bilder |
| Kirchgasse 6 (Standort)                                               | Ehemaliges Ökonomiegebäude                        | zweigeschossiger, verputzter Satteldachbau mit auf Konsolen vorkragendem Fachwerkobergeschoss und geohrten Fensterrahmungen, 18. Jahrhundert, im Kern wohl spätmittelalterlich | D-6-79-131-20 Wikidata | weitere Bilder |
| Maingasse 5 (Standort)                                                | Hausfigur                                         | Hl. Sebastian, Holz, 17. Jahrhundert | D-6-79-131-50 Wikidata | weitere Bilder |
| Maingasse 7 (Standort)                                                | Wohngebäude                                       | zweigeschossiger, verputzter Walmdachbau in Ecklage, mit Fachwerkobergeschoss, bezeichnet 1710 | D-6-79-131-49 Wikidata | weitere Bilder |
| Mühlgasse 1 (Standort)                                                | Hoftor                                            | rundbogig, mit Maskenschlussstein, barock, um 1700 | D-6-79-131-68 Wikidata | weitere Bilder |
| Mühlgasse 3 (Standort)                                                | Wohngebäude                                       | zweigeschossiger Satteldachbau mit Fachwerkobergeschoss und rundbogiger Pforte, 17. Jahrhundert | D-6-79-131-67 Wikidata | weitere Bilder |
| Mühlgasse 5 (Standort)                                                | Wohngebäude                                       | zweigeschossiger Satteldachbau über hohem Sockel mit Fachwerkobergeschoss, mit Hausfigur, 17. Jahrhundert | D-6-79-131-66 Wikidata | weitere Bilder |
| Valentin-Zang-Straße 6 (Standort)                                     | Ökonomiegebäude                                   | zweigeschossiger Fachwerkobau mit Satteldach, wohl 17./18. Jahrhundert | D-6-79-131-66 Wikidata | BW             |
| Mühlgasse 5 (Standort)                                                | Hoftor                                            | rundbogig, bezeichnet 1812 | D-6-79-131-66 Wikidata | weitere Bilder |
| Mühlgasse 6 (Standort)                                                | Wohngebäude                                       | eingeschossiger, verputzter Fachwerkbau mit Satteldach und südlichem Krüppelwalm, über massivem Kellergeschoss, 2. Hälfte 15. Jahrhundert | D-6-79-131-93 Wikidata | weitere Bilder |
| Mühlgasse 7 (Standort)                                                | Wohngebäude                                       | zurückgesetztes Giebelhaus, 17./18. Jahrhundert | D-6-79-131-65 Wikidata | BW             |
| Mühlgasse 8 (Standort)                                                | Wohngebäude                                       | eingeschossiger, verputzter Fachwerkbau über hohem Sockel mit Halbwalmdach, östlich an Nachbargebäude angelehnt, barockes Türgewände bezeichnet 1697 | D-6-79-131-61 Wikidata | weitere Bilder |
| Mühlgasse 14 (Standort)                                               | Wohngebäude                                       | zweigeschossiger, verputzter Satteldachbau mit Fachwerkobergeschoss, um 1600 | D-6-79-131-62 Wikidata | weitere Bilder |
| Mühlgasse 15 (Standort)                                               | Ehemaliges Wohnwirtschaftsgebäude                 | zweigeschossiger, verputzter Satteldachbau mit Fachwerkobergeschoss mit geschnitzten Eckpfosten, 17. Jahrhundert | D-6-79-131-64 Wikidata | weitere Bilder |
| Ochsenfurter Straße (Standort)                                        | Friedhof                                          | ummauerte Anlage mit Grabmälern des 19. und des 1. Viertels des 20. Jahrhunderts, an der Westseite vor der Ortsbefestigung angelegt, mit nordöstlichem historischen Kern, 1593, nach 1803 als einziger Begräbnisplatz genutzt                                                               | D-6-79-131-79 Wikidata | weitere Bilder |
| Ochsenfurter Straße (Standort)                                        | Friedhofskreuz                                    | Kruzifix auf Postament mit Inschrift, Sandstein, 2. Hälfte 19. Jahrhundert | D-6-79-131-79 Wikidata | weitere Bilder |
| Ochsenfurter Straße (Standort)                                        | Bildhäuschen                                      | rundbogiger Nischenaufsatz auf Postament mit IHS-Monogramm, Kalkstein, 17./18. Jahrhundert | D-6-79-131-79 Wikidata | weitere Bilder |
| Ochsenfurter Straße (Standort)                                        | Bildstockaufsatz                                  | mit Kreuzbekrönung und rundbogiger Nische, Sandstein, bezeichnet 1613 | D-6-79-131-79 Wikidata | BW             |
| Ochsenfurter Straße 48 (Standort)                                     | Pietà                                             | Sandsteinfigurengruppe auf Postament mit Inschriftenkartusche, wohl 19. Jh. / frühes 20. Jahrhundert | D-6-79-131-1 Wikidata  | BW             |
| Patrizierplatz 1 (Standort)                                           | Wohngebäude                                       | zweigeschossiger, verputzter Satteldachbau mit Fachwerkobergeschoss und Torbogen, in baulicher Verbindung mit Patrizierplatz 2, im Kern 1556 (dendrologisch datiert) und 1564 (dendrologisch datiert)                                                                                       | D-6-79-131-91 Wikidata | weitere Bilder |
| Patrizierplatz 2 (Standort)                                           | Wohngebäude                                       | zweigeschossiger, verputzter Satteldachbau mit Fachwerkgiebel, in baulicher Verbindung mit Patrizierplatz 1, 17. Jahrhundert | D-6-79-131-10 Wikidata | weitere Bilder |
| Patrizierplatz 3 (Standort)                                           | Wohngebäude                                       | zweigeschossiger Walmdachbau mit reicher barocker Fassadengliederung, und Hausfigurengruppe der Hl. Familie der 1. Hälfte 18. Jh., Gebäude bezeichnet 1730 | D-6-79-131-5 Wikidata  | weitere Bilder |
| Patrizierplatz 3 (Standort)                                           | Ökonomiegebäude                                   | massiver Satteldachbau, im Kern 18. Jahrhundert | D-6-79-131-5 Wikidata  | weitere Bilder |
| Patrizierplatz 3 (Standort)                                           | Hoftoranlage                                      | mit korbbogiger Einfahrt, 18. Jahrhundert, sowie zweitem Hoftor bezeichnet 1830 | D-6-79-131-5 Wikidata  | weitere Bilder |
| Patrizierplatz 4 (Standort)                                           | Wohngebäude                                       | zweigeschossiger Halbwalmdachbau in Ecklage, mit Fachwerkobergeschoss, bezeichnet 1682 | D-6-79-131-6 Wikidata  | weitere Bilder |
| Patrizierplatz 7 (Standort)                                           | Wohngebäude                                       | zweigeschossiger, verputzter Satteldachbau mit Fachwerkobergeschoss und geohrten Fensterrahmungen, im Kern 16. Jahrhundert, Erscheinungsbild 18. Jahrhundert | D-6-79-131-9 Wikidata  | weitere Bilder |
| Patrizierplatz 9 (Standort)                                           | Hausfigur                                         | Hl. Johann Nepomuk, 18. Jahrhundert | D-6-79-131-8 Wikidata  | weitere Bilder |
| Patrizierplatz 11 (Standort)                                          | Wohngebäude                                       | Giebelhaus mit profiliertem Tor, 17. Jahrhundert | D-6-79-131-7 Wikidata  | weitere Bilder |
| Segnitzer Straße 1 (Standort)                                         | Kreuzschlepper                                    | Figur des kreuztragenden Christus auf Knien, auf Pfeiler über Tischsockel, Sandstein, 19. Jahrhundert | D-6-79-131-85 Wikidata | weitere Bilder |
| Spitalgasse 3 (Standort)                                              | Ehemaliges Spital                                 | zweigeschossiger, verputzter Walm- bzw. Satteldachbau über hohem Sockelgeschoss, mit Fachwerkobergeschoss und geohrten Fensterrahmungen, im Kern 16. Jahrhundert, Erscheinungsbild 1. Hälfte 18. Jahrhundert                                                                                | D-6-79-131-35 Wikidata | weitere Bilder |
| Spitalgasse 3 (Standort)                                              | Hausfigur                                         | Hl. Andreas, 18. Jahrhundert | D-6-79-131-35 Wikidata | weitere Bilder |
| Spitalgasse 5 (Standort)                                              | Ehemalige Zehntscheune                            | zweigeschossiger Satteldachbau mit Fachwerkobergeschoss, mit Inschriftentafel, bezeichnet 1650 | D-6-79-131-34 Wikidata | weitere Bilder |
| Spitalgasse 12 (Standort)                                             | Kleinsthaus                                       | zweigeschossiger, verputzter Satteldachbau mit Fachwerkobergeschoss, bezeichnet 1829 | D-6-79-131-32 Wikidata | weitere Bilder |
| Valentin-Zang-Straße 1 (Standort)                                     | Wohngebäude                                       | zweigeschossiger, verputzter Satteldachbau mit Fachwerkobergeschoss und geohrten Fensterrahmungen, im Kern 17. Jahrhundert | D-6-79-131-12 Wikidata | weitere Bilder |
| Valentin-Zang-Straße 2 (Standort)                                     | Wohngebäude                                       | zweigeschossiger Massivbau mit Sattel- bzw. Schopfwalmdach sowie nördlichem, einseitigen Volutengiebel, 17. Jahrhundert | D-6-79-131-69 Wikidata | weitere Bilder |
| Valentin-Zang-Straße 3 (Standort)                                     | Wohngebäude                                       | zweigeschossiger Satteldachbau mit Fachwerkobergeschoss mit südlichem, zweigeschossigem Satteldachvorbau mit Fachwerkobergeschoss, im Kern 16. Jahrhundert | D-6-79-131-11 Wikidata | weitere Bilder |
| Valentin-Zang-Straße 5 (Standort)                                     | Wohngebäude                                       | zweigeschossiger, verputzter Satteldachbau mit Fachwerkobergeschoss, 17./18. Jahrhundert, mit südlichem zweigeschossigem Vorbau mit Satteldach und verputztem Fachwerkobergeschoss, nach 1825                                                                                               | D-6-79-131-4 Wikidata  | weitere Bilder |
| Valentin-Zang-Straße 8 (Standort)                                     | Wohngebäude                                       | zweigeschossiger Satteldachbau mit auf Konsolen vorkragendem, verputztem Fachwerkobergeschoss, bezeichnet 1661, im Kern älter | D-6-79-131-70 Wikidata | weitere Bilder |
| Valentin-Zang-Straße 10 (Standort)                                    | Wohngebäude                                       | zweigeschossiger, verputzter Krüppelwalmdachbau, mit Fachwerkobergeschoss und geohrten Fensterrahmungen, 18. Jahrhundert | D-6-79-131-71 Wikidata | weitere Bilder |
| Weingartenstraße; beim Schlangengäßle (Standort)                      | Bildstock                                         | Reliefaufsatz mit Verkündigungsszene und hl. Andreas als Bekrönung, auf Säule über Tischsockel, Sandstein, bezeichnet 1665 | D-6-79-131-84 Wikidata | weitere Bilder |
| Weingartenstraße 4 (Standort)                                         | Bildstock                                         | tabernakelartiger Nischenaufsatz mit Figur des Schmerzensmannes im Hostienkelch, Sandstein, 18. Jahrhundert | D-6-79-131-90 Wikidata | weitere Bilder |
| Weingartenstraße 40, an der Grundstücksmauer (Standort)               | Bildstock                                         | Monolith, kielbogiger Nischenaufsatz mit modernem Madonnenrelief, über kurzem Pfeiler auf quergelagertem Sockel, Kalkstein, 17. Jahrhundert | D-6-79-131-82 Wikidata | weitere Bilder |
| Zehntgasse 2 (Standort)                                               | Portalgewände                                     | rundbogig, bezeichnet 1715 | D-6-79-131-37 Wikidata | weitere Bilder |
| Main ()                                                               | Steinkreuz, wohl Sühnekreuz                       | spätmittelalterlich, 1974 an den heutigen Standort versetzt | D-6-79-131-144         |                |

### Keinem Ortsteil zugeordnet
| Lage        | Objekt       | Beschreibung                                                                       | Akten-Nr.      | Bild |
| ----------- | ------------ | ---------------------------------------------------------------------------------- | -------------- | ---- |
| Weidholz () | Bildhäuschen | Bildnische mit Madonnenfigur auf gemauertem Vierkantpfeiler, bezeichnet mit „1921“ | D-6-79-131-142 |      |

## Ehemalige Baudenkmäler
In diesem Abschnitt sind Objekte aufgeführt, die früher einmal in der Denkmalliste eingetragen waren, jetzt aber nicht mehr. Objekte, die in anderem Zusammenhang also z. B. als Teil eines Baudenkmals weiter eingetragen sind, sollen hier nicht aufgeführt werden. Aktennummern in diesem Abschnitt sind ehemalige, jetzt nicht mehr gültige Aktennummern.

| Lage                                    | Objekt            | Beschreibung | Akten-Nr.              | Bild           |
| --------------------------------------- | ----------------- | --- | ---------------------- | -------------- |
| Frickenhausen Hauptstraße 42 (Standort) | Gasthof zum Bären | zweigeschossiger, verputzter Satteldachbau mit Schweifgiebel und geohrten Fensterrahmungen, mit Wirtshausausleger des 19. Jahrhunderts, 17. Jahrhundert | D-6-79-131-53 Wikidata | weitere Bilder |